# Kolín
Kolín (německy Kolin, Köllein, Collin) je město v okrese Kolín na východě Středočeského kraje ležící na řece Labi. Je také obcí s rozšířenou působností. Žije zde přibližně 33 tisíc obyvatel a má rozlohu 35 km² s průměrnou nadmořskou výškou 220 metrů. Leží asi 60 km východně od Prahy na obou březích Labe.
Kolín byl založen před rokem 1261 pravděpodobně Přemyslem Otakarem II., zachovalé historické jádro je chráněno jako městská památková rezervace. V roce 1845 byl Kolín napojen na důležitou železnici mezi Prahou a Olomoucí, tento fakt je velmi důležitý pro další rozkvět města a od 2. poloviny 19. století město prošlo rychlou industrializací.
Kolín je důležitým železničním uzlem. Zastoupen je zde průmysl chemický, automobilový, strojírenský, potravinářský, polygrafický a hutnický.
Na počest místního hudebního skladatele Františka Kmocha probíhá v Kolíně mezinárodní festival dechové hudby Kmochův Kolín a tvorbu fotografa Jaromíra Funkeho připomíná fotografický festival Funkeho Kolín.

## Etymologie
Název Kolín je podle názoru jazykovědce Milana Harvalíka odvozen od sousední obce Starý Kolín, která se dříve jmenovala „Kolín“ a přívlastek „Starý“ jí byl dán až posléze, po vzniku dnešního města Kolína; tomu se dříve říkalo „Nový Kolín“ (v německém prostředí přívlastek „Neu“ přetrval déle). Základem slova „Kolín“ je podle Harvalíka osobní jméno „Kola“ (což bylo domácké oslovení nositele středověkého jména „Kolimír“) nebo „Chola“ (podle staročeského výrazu „choliti“, dnes slovo „chlácholit“), k němuž byla přidána přivlastňovací přípona „-in“, čímž vzniklo spojení ve smyslu Cholův dvůr, Cholův hrad či Cholův majetek.
Podle jiných zdrojů (prezentovaných například na oficiálních webových stránkách města) pochází název ze staročeského slova „koliti“, tj. „zatloukat kolíky, kůly“, a souvisí s polohou Starého Kolína v často zaplavované oblasti na soutoku Klejnárky a Labe, v jehož okolí se pomocí dřevěných kůlů zpevňovala půda. Později byla pro rozvíjející se trhovou osadu vybrána výhodnější poloha na vyvýšeném místě 7 km západním směrem. Nová osada (a pozdější královské město) si ponechala jméno původní osady.
Existují i další, méně pravděpodobné[zdroj?] výklady. Název by mohl také být odvozen ze své polohy na vyvýšeném místě, pahorku – latinsky  „colinus“, což je ovšem v rozporu s existencí Starého Kolína. Podle jiné teorie latinská podoba Colonia souvisí s příchodem německých kolonistů do Čech.

## Historie

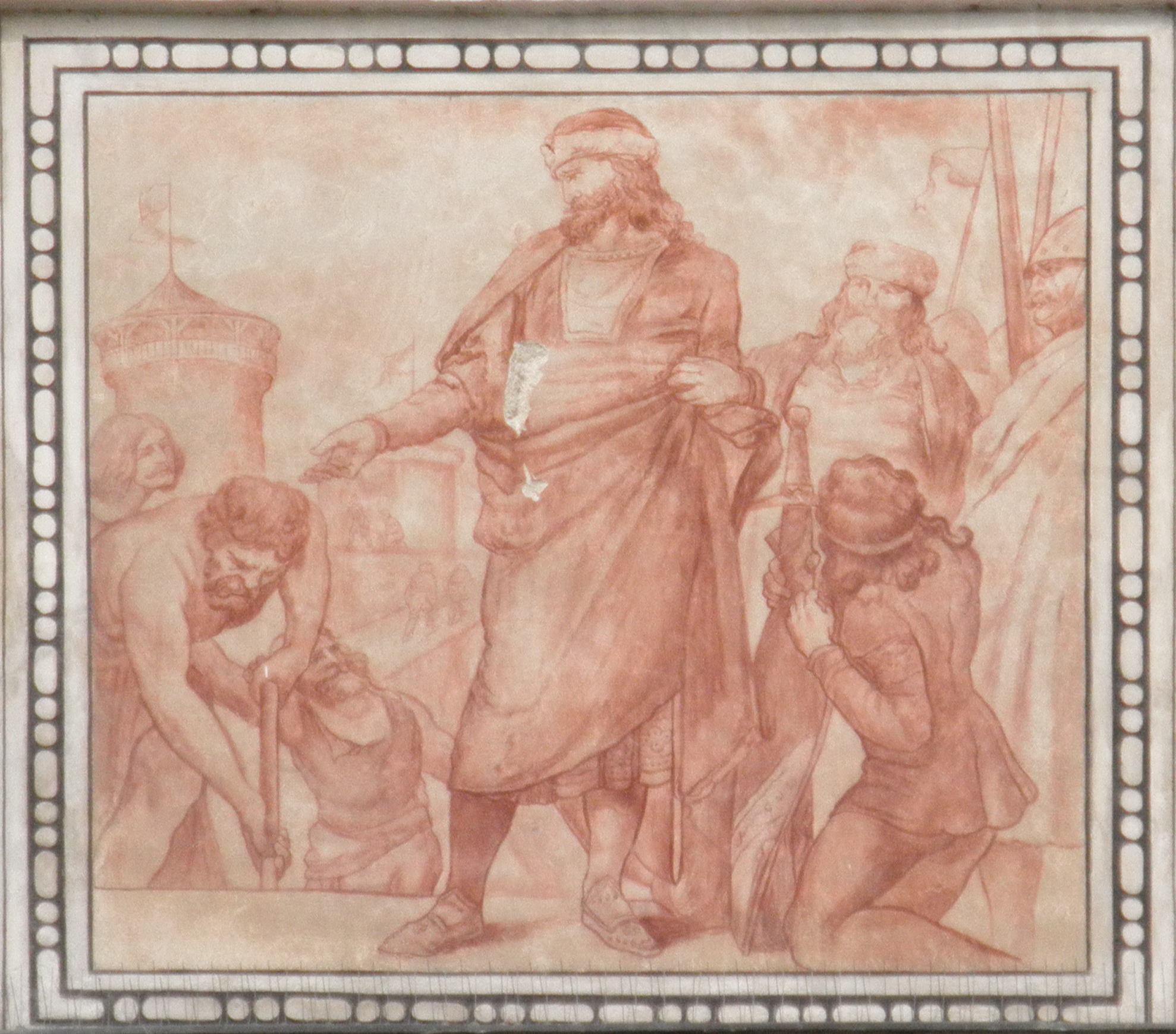
Freska na kolínské radnici od Adolfa Liebschera zobrazuje, jak Přemysl Otakar II. dohlíží na stavbu hradeb Kolína

### Historie města

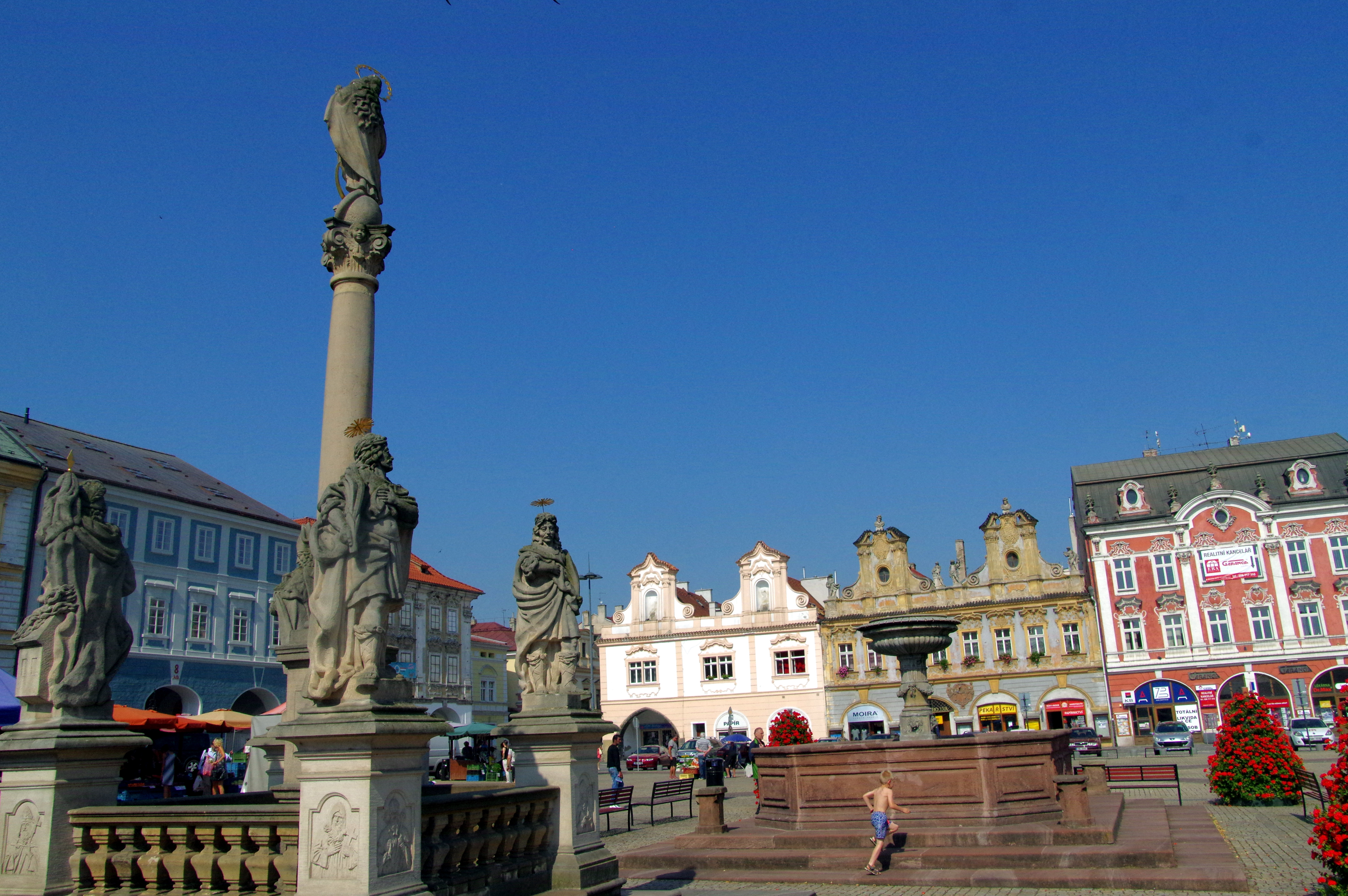
Mariánský sloup na Karlově náměstí vztyčený na paměť morové epidemie z roku 1680

Kolín byl založen relokací před rokem 1261 (první písemná zmínka) pravděpodobně Přemyslem Otakarem II., osídlena je však tato oblast nepřetržitě už od pravěku, přítomnost Slovanů lze doložit už v 6. století našeho letopočtu. Z příkazu krále Přemysla Otakara II. bylo vybudováno městské opevnění z dvojitého pásu kamenných hradeb. Středověké město bylo chráněno i mohutným tokem Labe, ale i jeho protější břeh byl opevněn. Pozůstatkem hradební soustavy je zálabská bašta, tzv. Práchovna, z 15. století.
Roku 1413 město vyhořelo a v roce 1421 jej dobyli pražané spolu s orebskými husity, kteří spálili klášter dominikánů. O šest let později se město dostalo do rukou sirotčího hejtmana Jana Čapka ze Sán, který jej držel do roku 1434. Poté město s okolními církevními statky ovládl táborský kněz Bedřich ze Strážnice, který na troskách kláštera vybudoval roku 1437 hrad Lapis refugii a na protější skále za Labem vysokou obrannou věž. Hrad byl později rodem Žerotínů přestavěn na zámek a od 19. století sloužil pouze jako hospodářské budovy a pivovar.
Bedřich se v roce 1454 spojil s katolickými odpůrci zemského správce Jiřího z Poděbrad, pány z Hradce a Rožmberka. Bedřich ze Strážnice vládl na kolínském panství až do roku 1458, kdy byl Jiří z Poděbrad zvolen českým králem a vykázal Bedřicha na svůj hrad Potštejn. Městu Jiří z Poděbrad daroval ungelt (tržní poplatek) v branách a na mostě a také dvůr v Křečhoři.

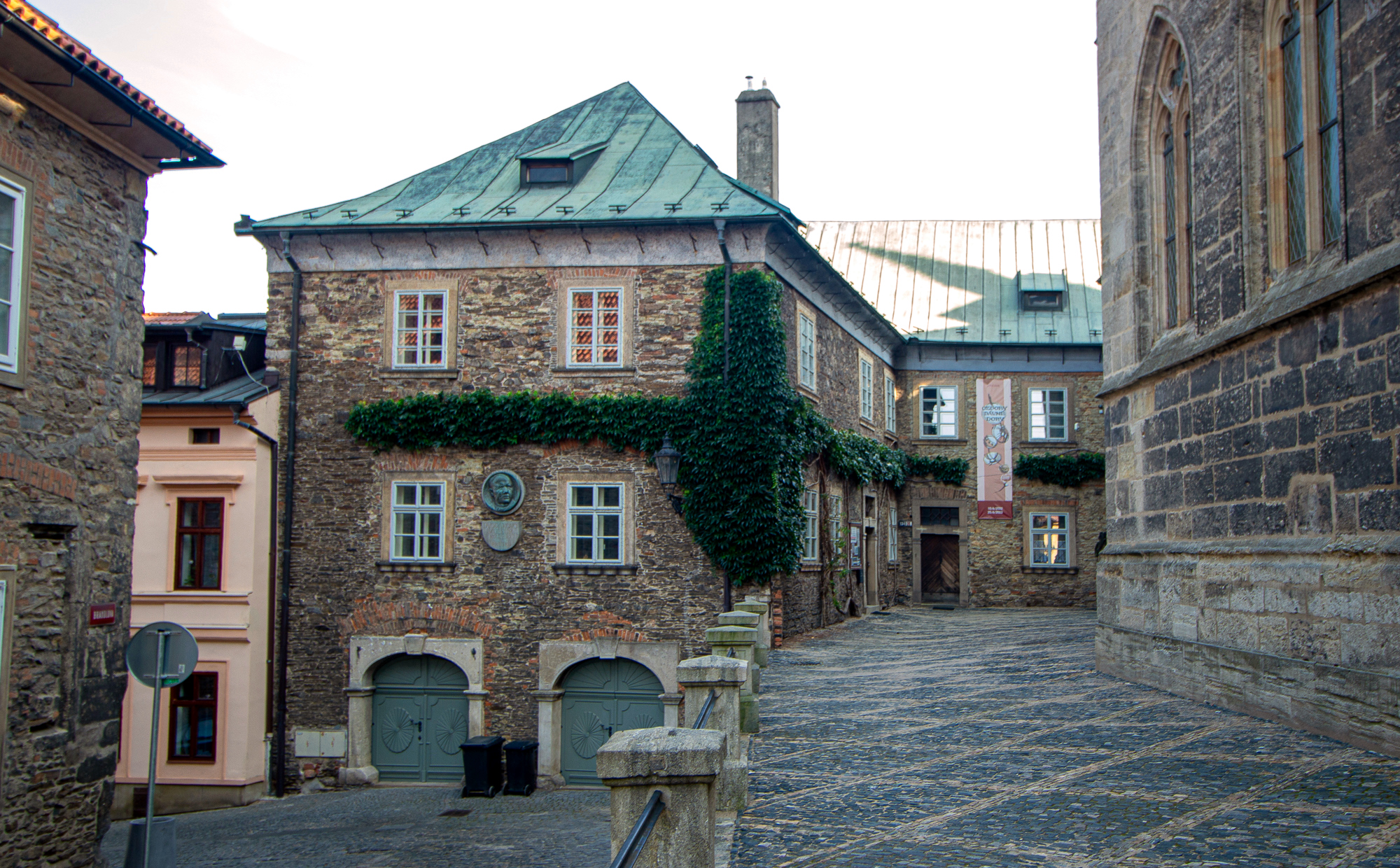
Historické jádro Kolína

Po smrti českého krále Jiřího z Poděbrad roku 1471 bylo město v držení jeho syna Viktorina, knížete z Minstrberka. Ten se postavil proti nově zvolenému králi Vladislavu Jagellonskému a pozval do Kolína svého švagra, uherského krále Matyáše. Uherská vojska držela Kolín až do roku 1473. Pak přešlo město do rukou Viktorínova bratra Hynka (zřejmě po sněmu v Benešově, kdy se Hynek stal správcem země). Ten se ale stal rovněž Vladislavovým odpůrcem, poté, co Vladislav nesplnil slib vzít si za ženu Hynkovu sestru Ludmilu, a postoupil město roku 1476 Matyášovi za 20 000 zlatých. Matyáš se v květnu a červnu 1477 dvakrát neúspěšně pokusil o obsazení města. Na sjezdu v Jihlavě (1486) nakonec Matyáš vrátil Kolín králi Vladislavovi.
Město ale bylo pokládáno za součást kolínského hradu a panství, jehož hejtmani nebo zapsaní držitelé sami obnovovali městskou radu a osobovali si vliv na politickou a soudní správu města. To změnil v roce 1519 král Ludvík Jagellonský, který svým výnosem zařadil Kolín opět mezi královská města.

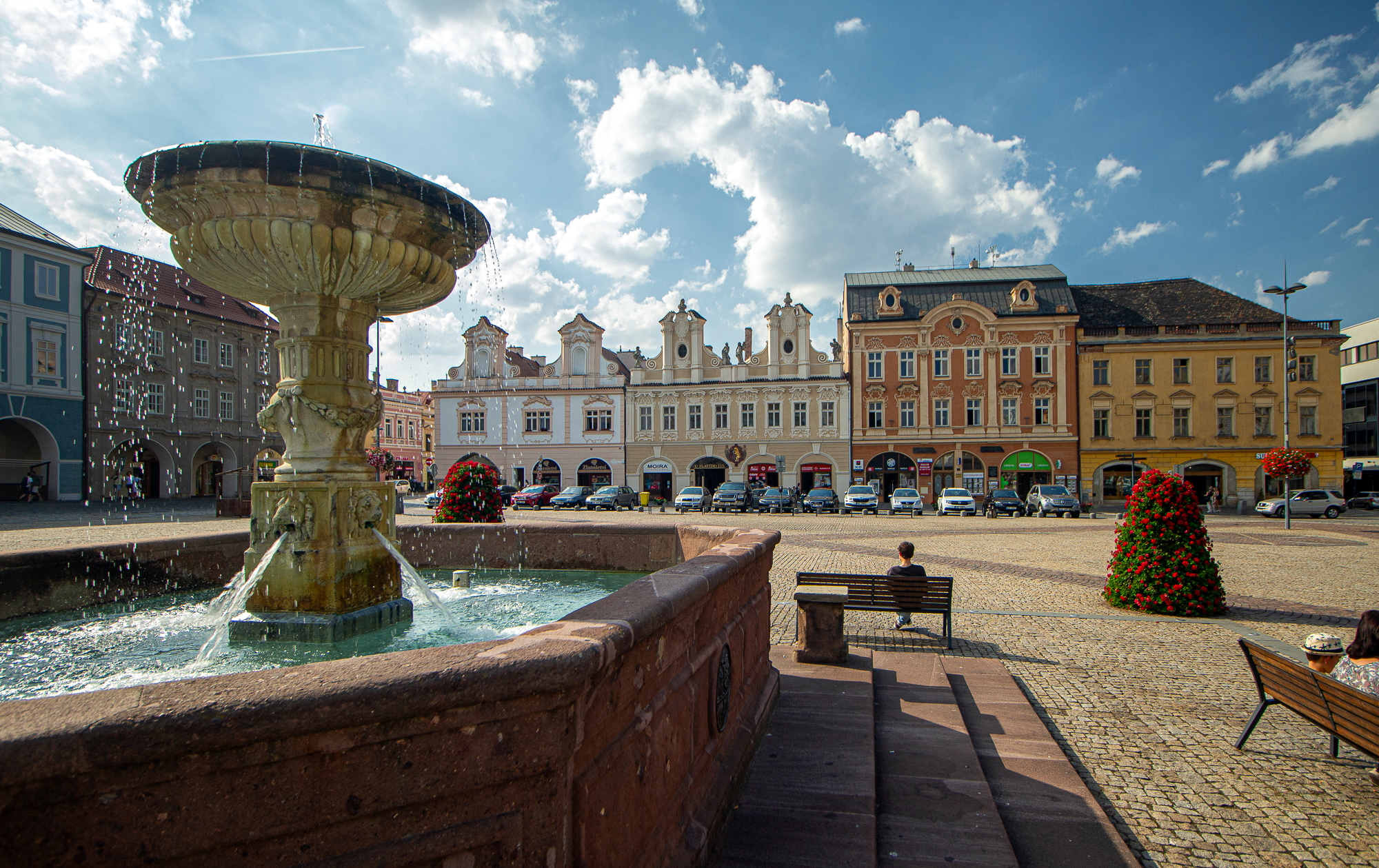
Historické Karlovo náměstí s kašnou

Nečekaly ho však jen pěkné časy. V roce 1547 bylo město těžce pokutováno králem Ferdinandem za účast ve stavovské vzpouře. Vývoji města škodily také požáry v letech 1579, 1587, 1589, 1597 a 1617 a mor v letech 1568, 1582, 1598 a 1613. A v roce 1618 se kolínští účastnili stavovského povstání, za což po bitvě na Bílé hoře byli postiženi konfiskací městských statků a odejmutím mnoha privilegií.
Až v roce 1628 bylo město prohlášeno za katolické a Ferdinand II. mu vrátil většinu privilegií a vrátil i zabavené statky. Město dále utrpělo velké škody v třicetileté válce, když bylo opakovaně vydrancováno Švédy v letech 1634, 1639–1640, 1643 a 1648. Napadené epidemií moru bylo město v letech 1625, 1633, 1640 a 1649.

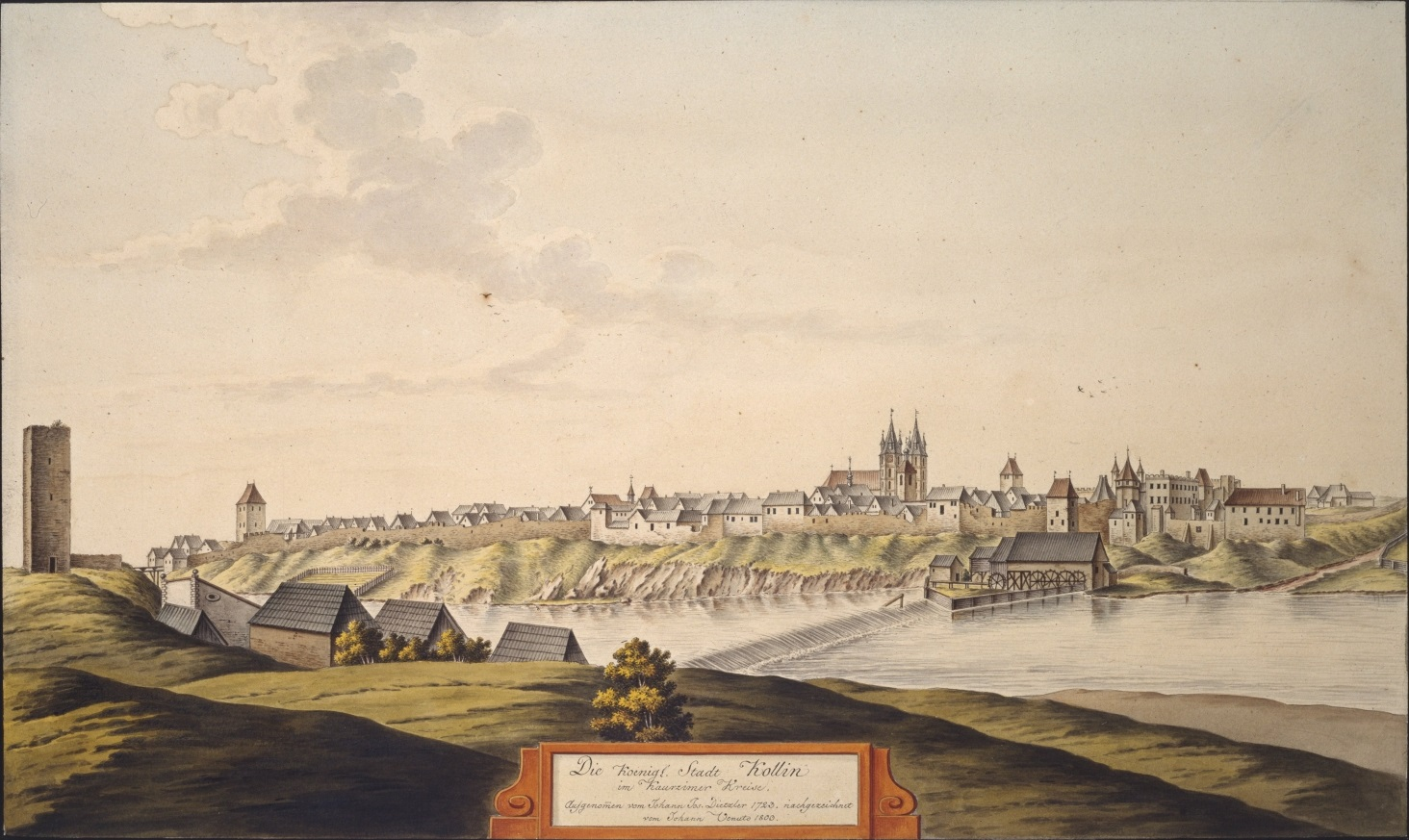
Kolín v roce 1803, Jan Antonín Venuto

Válka o rakouské dědictví (1740–1748) opět poškodila silně město stejně tak jako další sedmiletá válka v letech 1756–1763, kdy byla svedena bitva u Kolína (17. června 1757), v níž byl pruský král Bedřich II. poražen. Uklidnění a rozvoj přinesly městu až reformy Marie Terezie. Ovšem roku 1796 bylo město téměř celé zničeno velkým požárem.
Po napoleonských válkách zaznamenává město růst a blahobyt. V roce 1845 byl Kolín napojen na důležitou železnici mezi Prahou a Olomoucí, tento fakt je velmi důležitý pro další rozkvět města. Od druhé poloviny 19. století tak prošlo město rychlou industrializací. Nejdříve (1856–1873) vznikly potravinářské závody (olejny, lihovary, cukrovary, pivovary, parní mlýny) spojené s úrodným zemědělským zázemím města a lučební továrna vyrábějící pro rolníky hnojiva. Na přelomu 19. a 20. století v návaznosti na předchozí závody vznikly nové továrny s progresivními obory, tentokrát především s chemickým zaměřením. Ve 20. století se město stalo jedním z center chemického průmyslu v českých zemích.
V době národního obrození byl Kolín jedním z prvních měst s vlasteneckým ruchem. Dne 28. prosince 1890 přednášel v Kolíně prof. T. G. Masaryk před více než 400 posluchači, mezi nimiž bylo i početné zastoupení židovské komunity, která se dříve přikláněla spíše ke staročechům. Hojně navštívená byla rovněž Masarykova přednáška, kterou měl v Občanském klubu v Kolíně 6. července 1895 u příležitosti 480. výročí Husova upálení. Přednášku připravil pro tisk pod názvem Jan Hus, naše obrození a naše reformace. 
V roce 1932 byla dokončena tepelná elektrárna s tehdy nejvyšším komínem v Čechách. Elektrárnu navrhl architekt Jaroslav Fragner (spolu s řadou dalších objektů ve městě). K tomuto roku bylo ve městě evidováno osm hotelů (Central, Grand, Lidový dům, Pošta, U černého koně, U Přemysla, Veselý), tři kavárny (Arco, Lidový dům, U Amerikána), 12 peněžních ústavů, obchodní grémium, cukrovar, dva lihovary, sedm cihelen, 11 továren (mj. na mýdla Hellada, na minerální oleje Vacuum Oil Company, na stroje Sedláček, také chemická, na kávoviny nebo tři na cukrovinky). Působil zde okresní úřad, okresní soud, okresní četnické velitelství, hlavní celní úřad, berní správa, katastrální zeměměřičský úřad, státní reálné gymnázium, obchodní akademie, zemská průmyslová škola a také okresní nemocnice.

### Židé v Kolíně

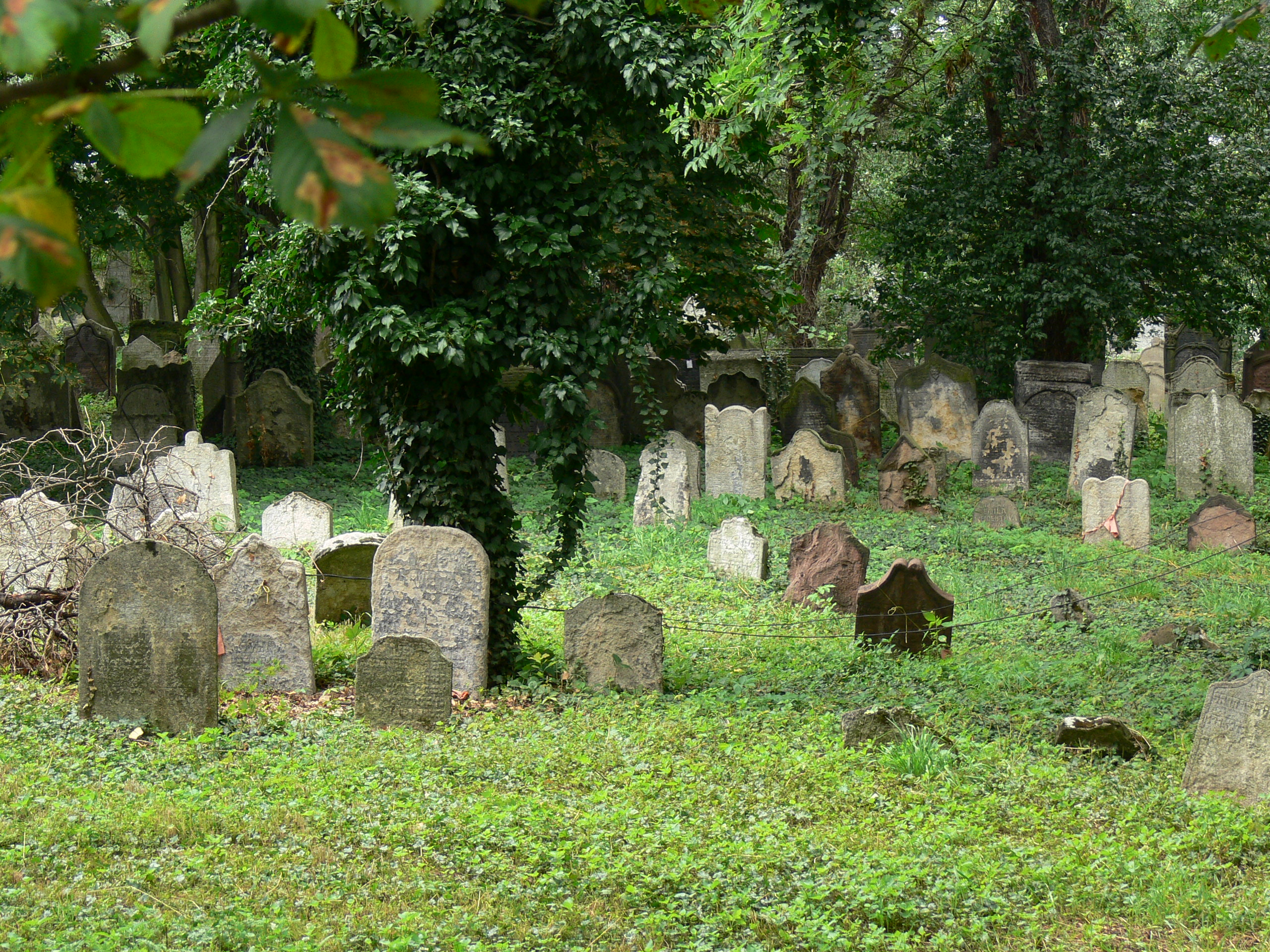
Starý židovský hřbitov

Asi v první polovině 14. století se zde usídlili Židé, jsou doloženi v městských knihách k roku 1377. Židovská obec v Kolíně postupně nabyla značného významu, řadí se mezi největší a nejvlivnější do poloviny 19. století. Starý židovský hřbitov, založený roku 1418, je dnes druhým nejvýznamnějším v Čechách. Za vlády Marie Terezie žil v Kolíně vlivný městský úředník Tumlíř, který nařízení císařovny o vystěhování Židů z českých měst odmítl uposlechnout. Proto Židé v Kolíně zůstali a o každém velkém svátku se pak za svého dobrodince modlili v místní synagoze.

### Pověst o zvonu

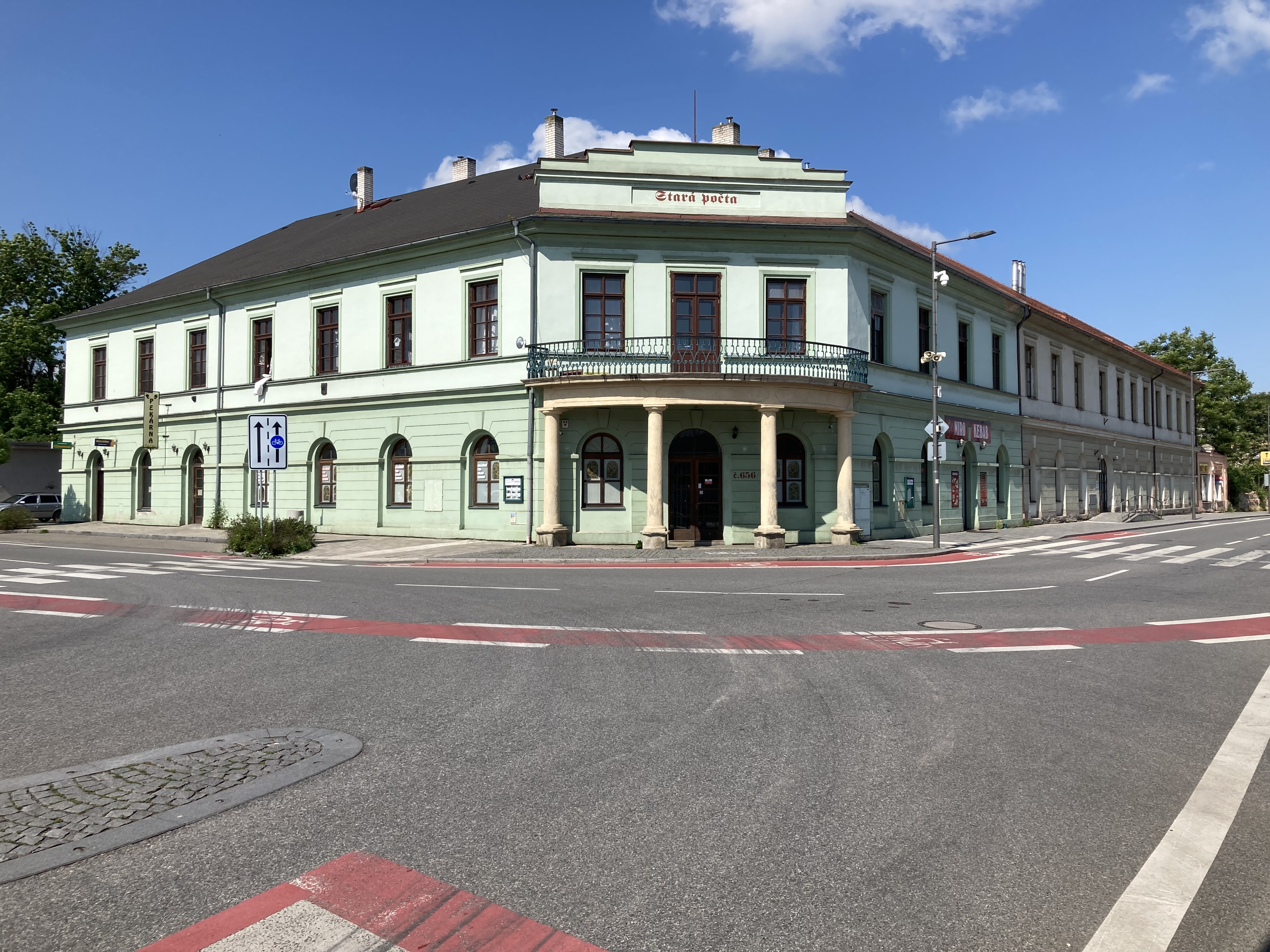
„Stará počta“ naproti vlakovému nádraží

Rytíř Vužan se chystal vykonat pouť do Jeruzaléma. Aby na něj mezitím jeho žena nezapomněla, nechal jí ulít zvon do kostela sv. Bartoloměje. Jeho žena prý do zvonoviny vhodila několik stříbrných mincí, aby hlasu zvonu přidala na mohutnosti. Rytíř pravil, že se do deseti let vrátí. Když se rytíř nevrátil ani po deseti letech, jeho žena začala pomýšlet na nové vdavky. Když kráčela s ženichem do kostela, myslela více na svého ztraceného muže než na nastávající svatbu, když náhle začal její zvon vyzvánět: „Hola, tam z vojny se vrací můj pán!“ Rytíř se vrátil a žil se svou ženou šťastně, jak dlouho mohl.
Zvon v roce 1796 spadl při požáru z věže, roztloukl se na kusy a byl přelit. Pověst o Vužanovi zachytil Josef Svatopluk Machar v básni Zvon ve své sbírce Golgatha.

## Geografie
Kolín se nachází ve Středočeském kraji, 55 km východně od Prahy. Město se rozprostírá na obou březích Labe v místě, kde řeka velkým obloukem mění svůj směr ze západního na severní. Leží na okraji Polabské nížiny, která se rozprostírá severně a východně od města a náleží ke Středolabské tabuli. Od jihu a západu se do města svažují výběžky Českomoravské vrchoviny. Pozvolně klesající rovina je narušena údolími Polepského a Pekelského potoka. Severovýchodně zasahuje k městu vrchem Vinice (237 m n. m.) Východolabská tabule. Centrum města leží na skále na levém břehu Labe.
V okolí města se nacházejí lužní lesy, dnes státem chráněny (Veltrubský luh). Taktéž na východ od města se nachází přírodní památka Kolínské tůně.

### Členění města

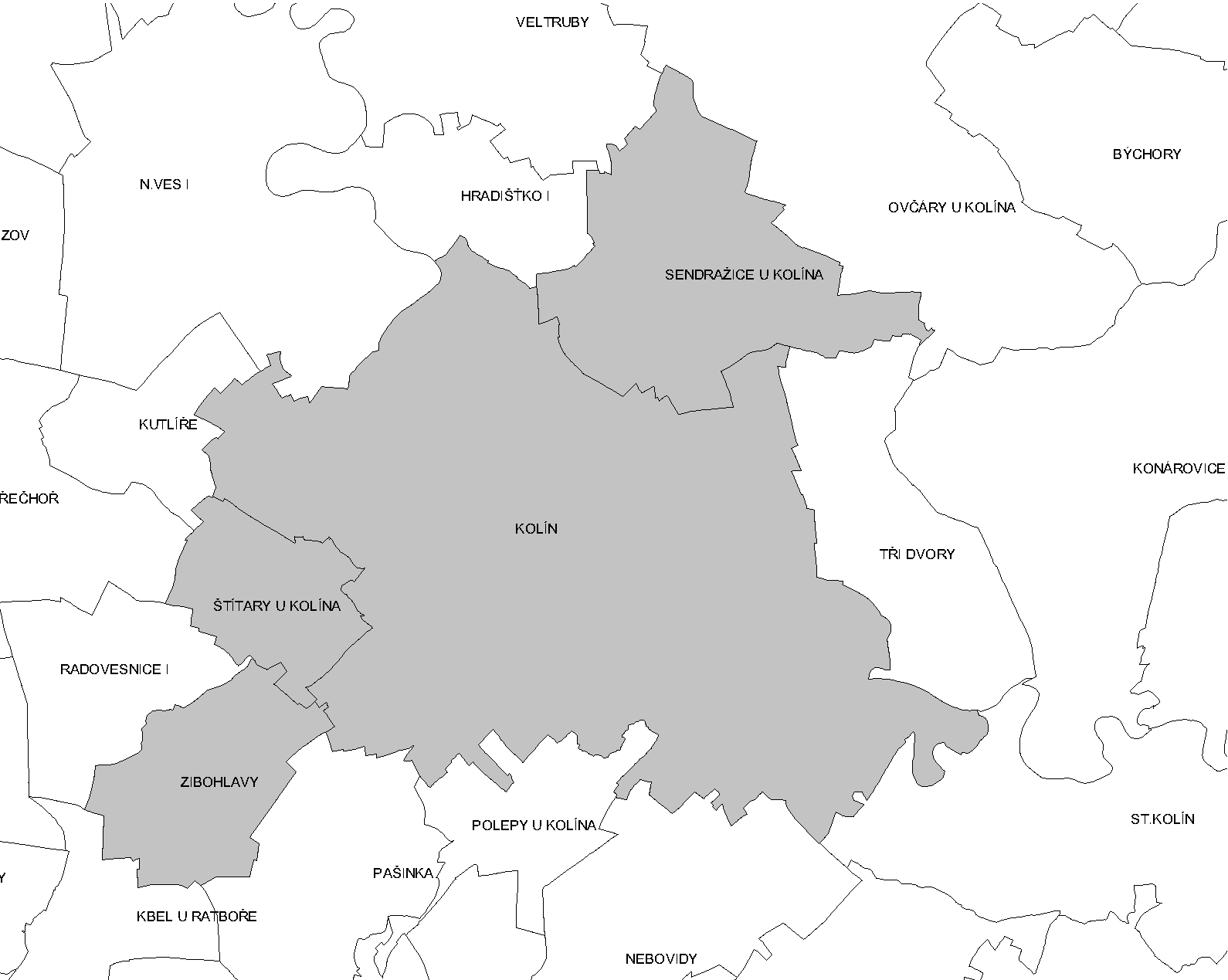
Katastrální území Kolína

Území města je rozděleno do 10 částí na čtyřech katastrálních územích:
- k. ú. Kolín, má rozlohu 23,47 km².[10]
  - Kolín I – historické centrum města (Viz též Památky). Leží spolu s částmi Kolín II–IV a Kolín VI na levém břehu Labe.
  - Kolín II – Pražské Předměstí. Leží západně od centra a jedná se o nejlidnatější část města, neboť se zde nachází největší kolínské sídliště. Dominantou na západním okraji města je vodárna, která však v současnosti již neplní svůj původní účel.
  - Kolín III – Kouřimské Předměstí. Leží jižně od centra. Dominanta je budova gymnázia s věží.
  - Kolín IV – Kutnohorské Předměstí. Leží východně od centra. Nachází se zde vlakové a autobusové nádraží.
  - Kolín V – Zálabí. Největší kolínské předměstí, které leží na pravém břehu Labe. Vyznačuje se vějířovitým rozvržením ulic, narušeným výstavbou Nového mostu. Nachází se zde hlavní městský hřbitov. Zálabí bylo připojeno ke Kolínu v 15. století, předtím bylo v majetku sedleckého kláštera. Vzniklo spojením zaniklých obcí Brankovice a Mnichovice.
  - Kolín VI – Štítarské předměstí, nazývané místními lidmi Vejfuk. Leží mezi Kolínem II a Štítary. Vzniklo jako vilová čtvrť v meziválečném období 20. století.
  - Šťáralka – původně samostatná osada leží na východním okraji města při hlavní silnici I/38 ve směru na Čáslav. Bezprostředně navazuje na Kutnohorské předměstí.
- k. ú. Sendražice u Kolína, část Sendražice – původně samostatná obec, součást Kolína od 1986. Leží severně od města směrem na Ovčáry, navazuje na Zálabí.
- k. ú. Štítary u Kolína, část Štítary – původně samostatná obec, součást Kolína od 1961, leží jihozápadně od centra města.
- k. ú. Zibohlavy, část Zibohlavy – původně samostatná obec, součást Kolína od 1988 (předtím část Radovesnice I). Leží na konci Štítarského údolí jihozápadně od centra města.

V letech 1988–1990 byla krátce součástí města i dnes znovu samostatná obec Radovesnice I.

### Územněsprávní začlenění

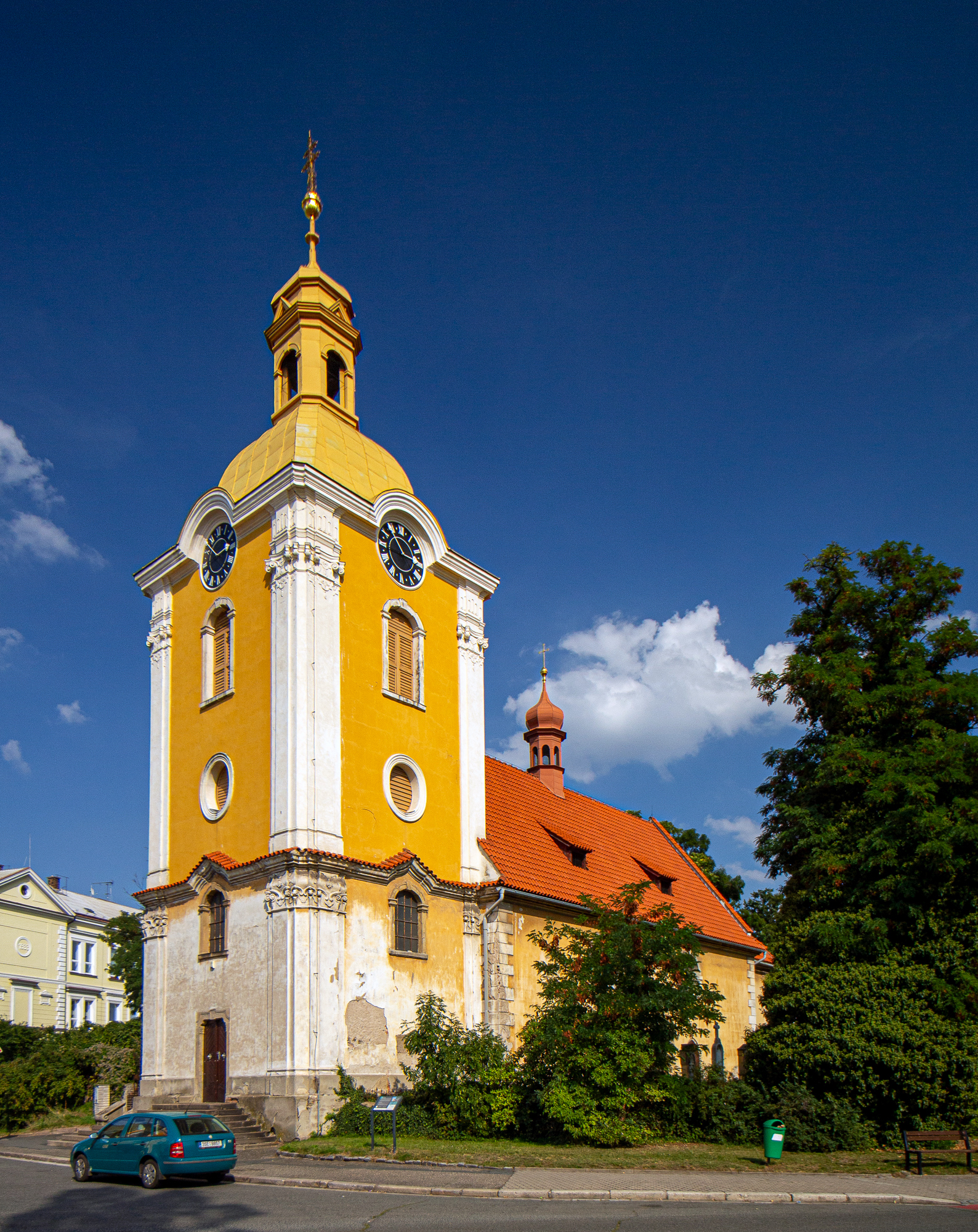
Kostel sv. Víta v Zálabí

Dějiny územněsprávního začleňování zahrnují období od roku 1850 do současnosti. V chronologickém přehledu je uvedena územně administrativní příslušnost obce v roce, kdy ke změně došlo:
- 1850 země česká, kraj Pardubice, politický i soudní okres Kolín[12]
- 1855 země česká, kraj Čáslav, soudní okres Kolín
- 1868 země česká, politický i soudní okres Kolín
- 1939 země česká, Oberlandrat Kolín, politický i soudní okres Kolín[13]
- 1942 země česká, Oberlandrat Praha, politický i soudní okres Kolín[14]
- 1945 země česká, správní i soudní okres Kolín[15]
- 1949 Pražský kraj, okres Kolín[16]
- 1960 Středočeský kraj, okres Kolín
- 2003 Středočeský kraj, obec s rozšířenou působností Kolín

### Správní území
Kolín byl dříve okresním městem, v současnosti je obcí s rozšířenou působností a pověřeným obecním úřadem. Okres Kolín ale stále existuje a skládá se z 89 obcí, správní obvod obce s rozšířenou působností Kolín z 69 obcí. Působí zde také stále okresní soud a okresní státní zastupitelství. Sousedními obcemi sídla jsou Ovčáry, Veltruby, Pašinka, Tři Dvory, Starý Kolín, Křečhoř, Polepy, Radovesnice I, Nová Ves I, Nebovidy a Kbel.

## Obyvatelstvo
Podle sčítání 1921 zde žilo v 1 508 domech 16 204 obyvatel, z nichž bylo 8 601 žen. 16 015 obyvatel se hlásilo k československé národnosti, 39 k německé a 32 k židovské. Žilo zde 8 268 římských katolíků, 893 evangelíků, 4 311 příslušníků Církve československé husitské a 482 židů. Podle sčítání 1930 zde žilo v 2 324 domech 18 488 obyvatel. 18 200 obyvatel se hlásilo k československé národnosti a 108 k německé. Žilo zde 9 173 římských katolíků, 1 369 evangelíků, 5 234 příslušníků Církve československé husitské a 430 židů.
| Rok            | 1869   | 1880   | 1890   | 1900   | 1910   | 1921   | 1930   | 1950   | 1961   | 1970   | 1980   | 1991   | 2001   | 2011   | 2020   |
| -------------- | ------ | ------ | ------ | ------ | ------ | ------ | ------ | ------ | ------ | ------ | ------ | ------ | ------ | ------ | ------ |
| Počet obyvatel | 10 239 | 12 538 | 14 481 | 16 339 | 18 138 | 18 029 | 20 568 | 22 528 | 25 301 | 28 538 | 32 501 | 31 595 | 30 258 | 30 922 | 31 973 |
| Počet domů     | 745    | 874    | 1 085  | 1 318  | 1 565  | 1 805  | 2 748  | 3 484  | 3 652  | 3 734  | 3 805  | 3 919  | 3 958  | 4 292  |        |

| Rok            | 1869  | 1880   | 1890   | 1900   | 1910   | 1921   | 1930   | 1950   | 1961   | 1970  | 1980  | 1991  | 2001 |
| -------------- | ----- | ------ | ------ | ------ | ------ | ------ | ------ | ------ | ------ | ----- | ----- | ----- | ---- |
| Počet obyvatel | 9 199 | 11 332 | 13 268 | 15 025 | 16 470 | 16 204 | 18 488 | 20 507 | 23 165 | 1 433 | 1 190 | 1 040 | 865  |
| Počet domů     | 590   | 705    | 910    | 1 116  | 1 317  | 1 508  | 2 324  | 2 938  | 3 103  | 129   | 114   | 120   | 110  |

Věková struktura obyvatel obce Kolín roku 2011
Rodinný stav obyvatel obce Kolín roku 2011
Vzdělání obyvatel obce Kolín roku 2011

## Hospodářství

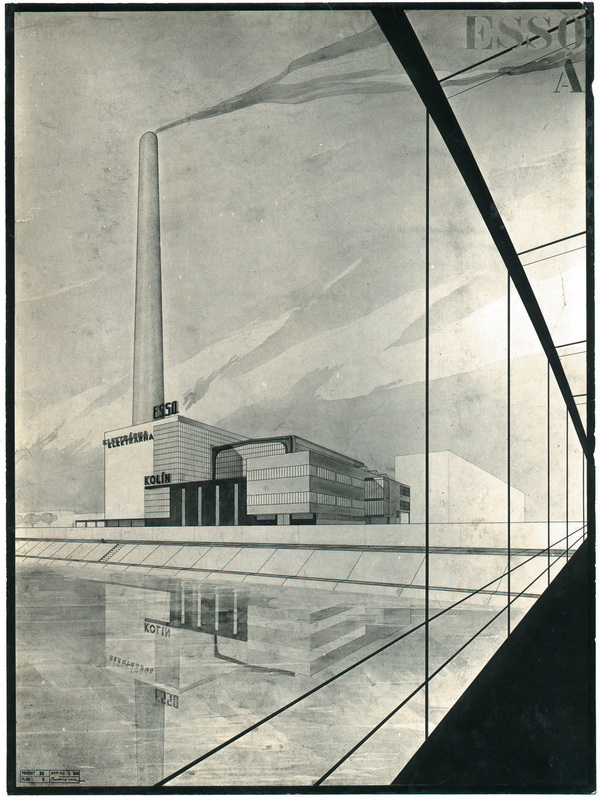
Elektrárna ESSO Kolín, projekt Jaroslava Fragnera, 1930–1932

Na jaře 2005 byla na severním okraji města (z velké části na území obce Ovčáry) otevřena automobilka konsorcia TPCA (Toyota-Peugeot-Citroën), která k únoru 2020 zaměstnávala 2 400 lidí, s výrobní kapacitou 300 000 vozů ročně. Vzniká zde trojice aut Toyota Aygo, Peugeot 108 a Citroën C1, společně vyvinutá a z 92 % identická, uvedená na trh kolem poloviny roku 2005. Od ledna 2021 přešlo vlastnictví výrobního závodu zcela na firmu Toyota a závod se přejmenoval na Toyota Motor Manufacturing Czech Republic.
Z chemického průmyslu je to kolínská Draslovka, Lučební závody a rafinerie PARAMO (dříve KORAMO).
Na Zálabí se nachází tepelná elektrárna s původním názvem ESSO, kterou podle projektu architekta Jaroslava Fragnera realizoval v roce 1932 Elektrárenský svaz středolabských okresů. Při pravém břehu Labe je součástí Masarykova mostu na Horním ostrově hydroelektrárna. Obě elektrárny provozuje Dalkia a.s. Kolín, což je závod francouzské firmy Dalkia a její české pobočky Dalkia Česká republika, která se v současné době zabývá také výrobou a rozvodem tepelné energie, kterou zásobuje průmysl a obyvatele v Kolíně.[zdroj?]

## Doprava

### Silniční doprava
Kolínem procházejí následující komunikace:
- silnice I/12 Praha – Kolín
- silnice I/38 Havlíčkův Brod – Chrudim – Čáslav – Kolín – Nymburk – Mladá Boleslav
- silnice II/125 Libice nad Cidlinou – Kolín – Uhlířské Janovice – Vlašim
- silnice II/322 Přelouč – Týnec nad Labem – Kolín
- silnice II/328 Jičíněves – Městec Králové – Kolín

V roce 2012 byl zprovozněn obchvat města (silnice I/38).
Spojení obou částí města zajišťují dva silniční mosty (Masarykův a Nový). Pro pěší a cyklisty slouží též lávky vedoucí přes Kmochův ostrov.

### Autobusová doprava

#### Městská autobusová doprava
Městská autobusová doprava v Kolíně existuje už od první republiky. K roku 2023 byla tvořena 11 linkami a zajišťovala ji společnost Okresní autobusová doprava Kolín. 

#### Dálková autobusová doprava
Město Kolín bylo 1. srpna 2021 zařazeno do systému Pražské integrované dopravy.  K roku 2023 městem projíždělo 17 linek PID a všechny zajišťovala společnost Okresní autobusovou dopravou Kolín. Hlavním bodem autobusové dopravy je kolínské nádraží. V roce 2023 vedly autobusové linky s přímými spoji do těchto obcí: Čáslav, Český Brod, Kouřim, Kutná Hora, Pečky, Poděbrady, Týnec nad Labem, Uhlířské Janovice, Vlašim, Zásmuky, Zruč nad Sázavou, Žiželice. V prosinci roku 2024 vzešly v platnost nové smlouvy s dopravci. Nově se o linky začaly dělit tito dopravci: ČSAD POLKOST (8 linek), ARRIVA autobusy (6 linek) a Okresní autobusová doprava Kolín (3 linky).

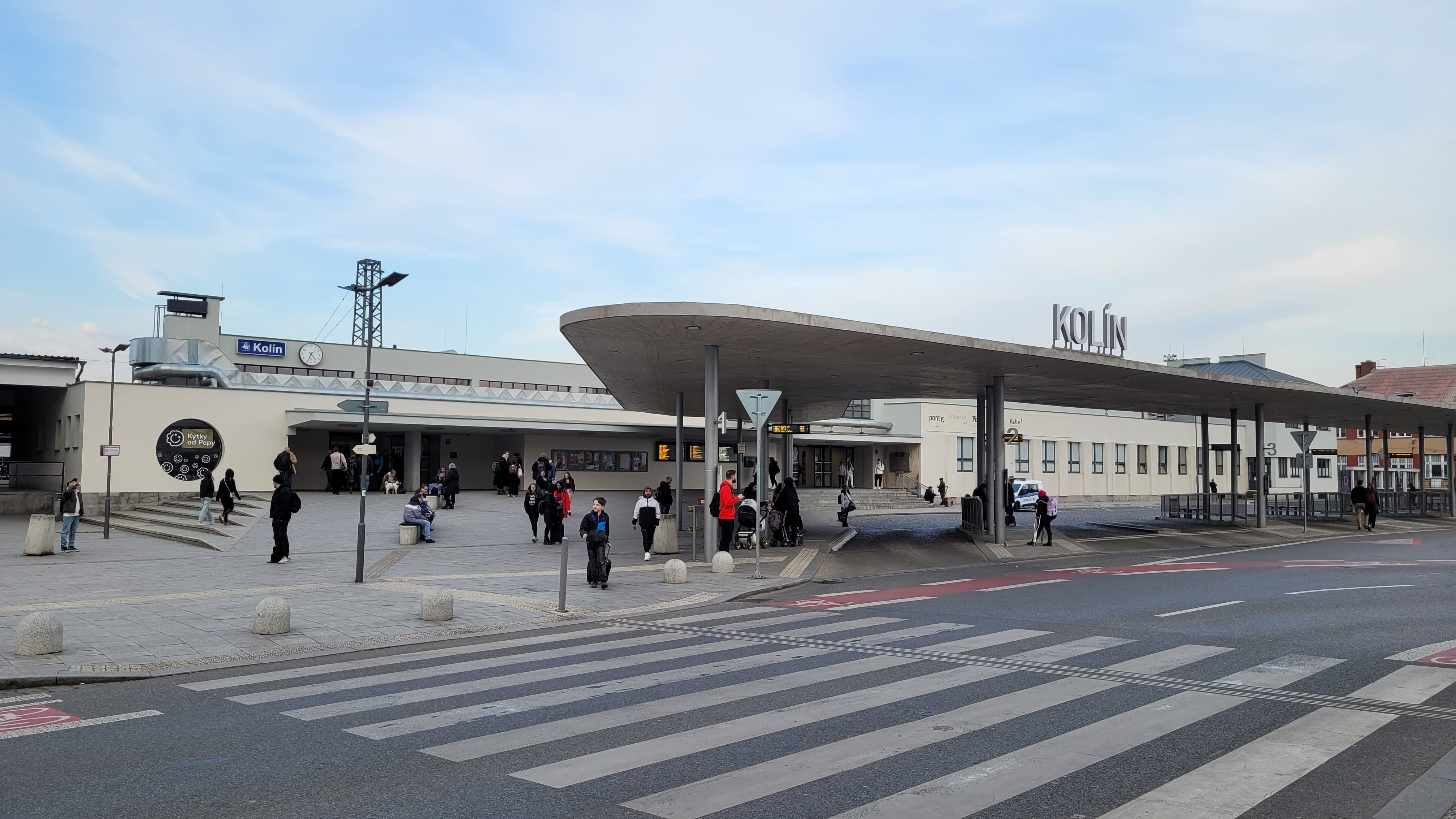
Autobusové nádraží k roku 2023 se staniční budovou v pozadí

Linky byly od prosince roku 2024 následující:
- linka PID 487 (Kolín – Uhlířské Janovice – Kácov – Vlašim)
- linka PID 534 (Kolín – Týnec nad Labem – Labské Chrčice)
- linka PID 535 (Kolín – Týnec nad Labem – Hlavečník)
- linka PID 536 (Kolín – Býchory – Žiželice)
- linka PID 537 (Kolín – Býchory – Jestřabí Lhota)
- linka PID 675 (Kolín – Cerhenice – Pečky)
- linka PID 679 (Poděbrady – Velim – Kolín)
- linka PID 681 (Kolín – Suchdol – Uhlířské Janovice – Petrovice II)
- linka PID 702 (Kolín – Nebovidy – Červené Pečky – Suchdol)
- linka PID 705 (Poděbrady – Kolín – Kutná Hora – Čáslav)
- linka PID 706 (Žiželice – Kolín – Zásmuky – Uhlířské Janovice)
- linka PID 707 (Kolín – Nové Dvory – Svatý Mikuláš – Kolín)
- linka PID 785 (Kácov – Malešov – Kutná Hora – Kolín)
- linka PID 805 (Zruč nad Sázavou – Zbraslavice – Kutná Hora – Kolín)
- linka PID 821 (Kolín – Svojšice – Kouřim – Sázava)
- linka PID 822 (Kolín – Plaňany – Kouřim – Vitice – Český Brod)
- linka PID 824 (Kolín – Toušice – Kouřim – Ždánice)

### Železniční doprava

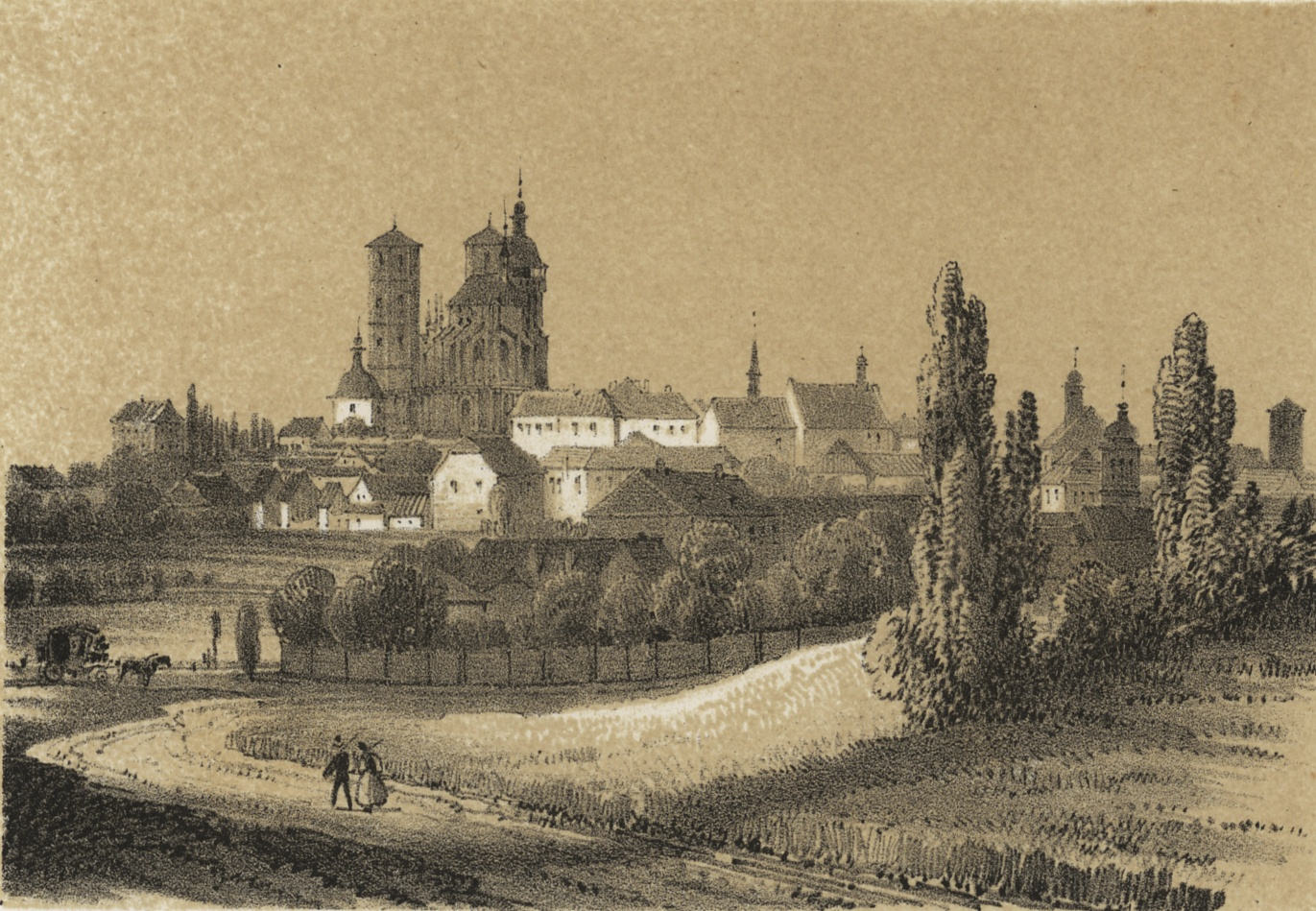
Kolín v roce 1845 ze železniční trati Olomouc–Praha

Město Kolín je důležitým železničním uzlem nejen Středočeského kraje, prochází jím první i třetí železniční koridor. Kolín leží na těchto tratích:
- Trať 010: Železniční trať Praha – Česká Třebová, dvoukolejná elektrifikovaná celostátní dráha zařazená do evropského železničního systému, součást 1. a 3.koridoru, trať s velmi hustým příměstským, vnitrostátním i mezinárodním provozem, zprovozněná v roce 1845
- Trať 014: Železniční trať Kolín – Uhlířské Janovice – Ledečko, jednokolejná neelektrifikovaná regionální dráha, doprava zde byla zahájena roku 1900
- Trať 230: Železniční trať Kolín – Kutná Hora – Havlíčkův Brod, dvoukolejná elektrifikovaná celostátní dráha zařazená do evropského železničního systému, trať se silným vnitrostátním významem, zprovozněná v roce 1869
- Trať 231: Železniční trať Praha – Čelákovice – Lysá nad Labem – Nymburk – Poděbrady – Kolín, elektrifikovaná celostátní dráha zařazená do evropského železničního systému, trať s hustým příměstským a vnitrostátním provozem, doprava zde byla zahájena roku 1870

V Kolíně se nachází jedno nádraží a čtyři zastávky, z toho nejdůležitější je odbočná železniční stanice Kolín, jejíž staniční budova byla obnovena v rámci projektu Českých drah Živá nádraží. Na trati do Prahy leží železniční zastávka Kolín zastávka, na trati do Pardubic železniční zastávka Kolín dílny, na trati do Nymburka železniční zastávka Kolín-Zálabí a na trati do Ledečka železniční zastávka Kolín místní nádraží.
V Kolíně zastavují nebo z něj vyjíždějí mnohé dálkové železniční linky:
- linka Ex1 Praha – Kolín – Olomouc – Ostrava (– Slovensko/Polsko)
- linka Ex2 Praha – Kolín – Olomouc – Vsetín (– Slovensko) (společný interval linek Ex1 a Ex2 je 60 minut)
- linka Ex3 Praha – Kolín – Pardubice – Brno – Břeclav (– Maďarsko) (interval 120 minut)
- linka R19 Praha – Kolín – Pardubice – Česká Třebová – Letovice – Brno (interval 120 minut; v úseku Praha – Č. Třebová proklad s linkou R 18)
- linka R18 Praha – Kolín – Olomouc – Luhačovice / Zlín / Vsetín (interval 120 minut; v úseku Praha – Č. Třebová proklad s linkou R 19)
- linka R9 Praha – Kolín – Havlíčkův Brod – Brno/Jihlava (interval 60-120 minut)
- linka R23 Kolín – Nymburk – Mělník – Ústí nad Labem (interval 120 minut)
- linka R22 Kolín – Nymburk – Mladá Boleslav – Česká Lípa – Rumburk (interval 120 minut)

Kolín se nachází v systému pražské příměstské dopravy Esko, vedou sem následující linky (pozn.: uvedena je stanice, ve které končí systém Esko):
- linka S1 Praha Masarykovo nádraží – Český Brod – Kolín (ve špičkách pracovních dnů nahrazena linkou R41, jinak interval 60 minut)
- linka S2 Praha hl. n. – Nymburk – Kolín (interval 60 minut v prokladu s linkou R42)
- linka S10 Kolín – Týnec nad Labem – Řečany nad Labem – Přelouč (interval 60–120 minut) (linka také součástí systému IREDO)
- linka S18 Kolín – Bečváry – Ledečko – Sázava (interval 60–120 minut)
- linka S20 Kolín – Kutná Hora – Čáslav – Světlá nad Sázavou (interval 60–120 minut)
- linka R41 Praha hl. n. – Český Brod – Kolín – Kutná Hora (spěšné vlaky, ve špičkách pracovních dnů nahrazuje linku S1, interval 30 minut; polovina spojů končí/začíná v Kolíně)
- linka R42 Praha Masarykovo nádraží – Nymburk – Kolín (spěšné vlaky, ve špičkách pracovních dnů interval 60 minut v prokladu s linkou S2)

Dále v Kolíně začíná/končí ještě jedna linka systému IREDO, také zčásti integrovaná v systému Esko:
- linka V41 Kolín – Chlumec nad Cidlinou – Trutnov (interval 120 minut)

### Vodní doprava
V Kolíně se nachází říční přístav a plavební komora.

## Školství

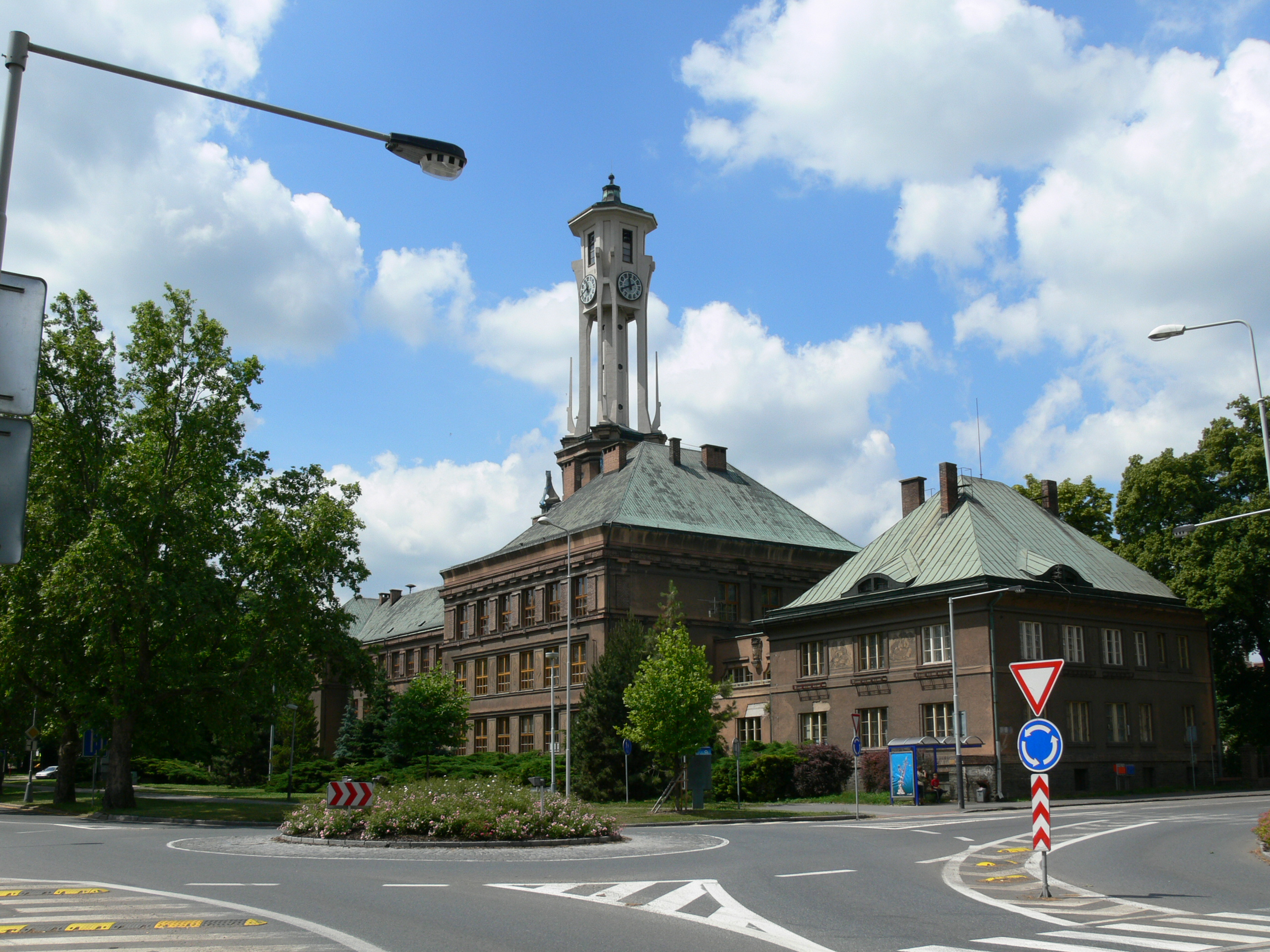
Gymnázium

V Kolíně obstarává základní vzdělání sedm základních škol označených číslicí 1–7, obvykle se k pořadovému číslu školy přidává i název ulice – například „3. Základní škola Prokopa Velikého“. Základní školy připojených obcí – například Sendražice – se do číslování kolínských základních škol nepočítají. Výuku uměleckých oborů zajišťuje Základní umělecká škola Františka Kmocha. V Kolíně také působí škola zvláštní.
Střední vzdělávání zajišťují Gymnázium Kolín, Obchodní akademie, Střední odborná škola a Střední odborné učiliště stavební, Střední odborná škola informatiky a spojů a Střední odborné učiliště, Střední odborná škola strojírenská, Střední škola obchodní, Střední zdravotnická škola a Dívčí katolická střední škola a Mateřská škola. Soukromými školami jsou Střední odborná škola podnikatelská Kolín a Střední odborná škola managementu a práva.
V oblasti vyššího školství v Kolíně působí Vyšší odborná škola misijní a teologická a Vyšší odborná škola zdravotnická.

## Kultura

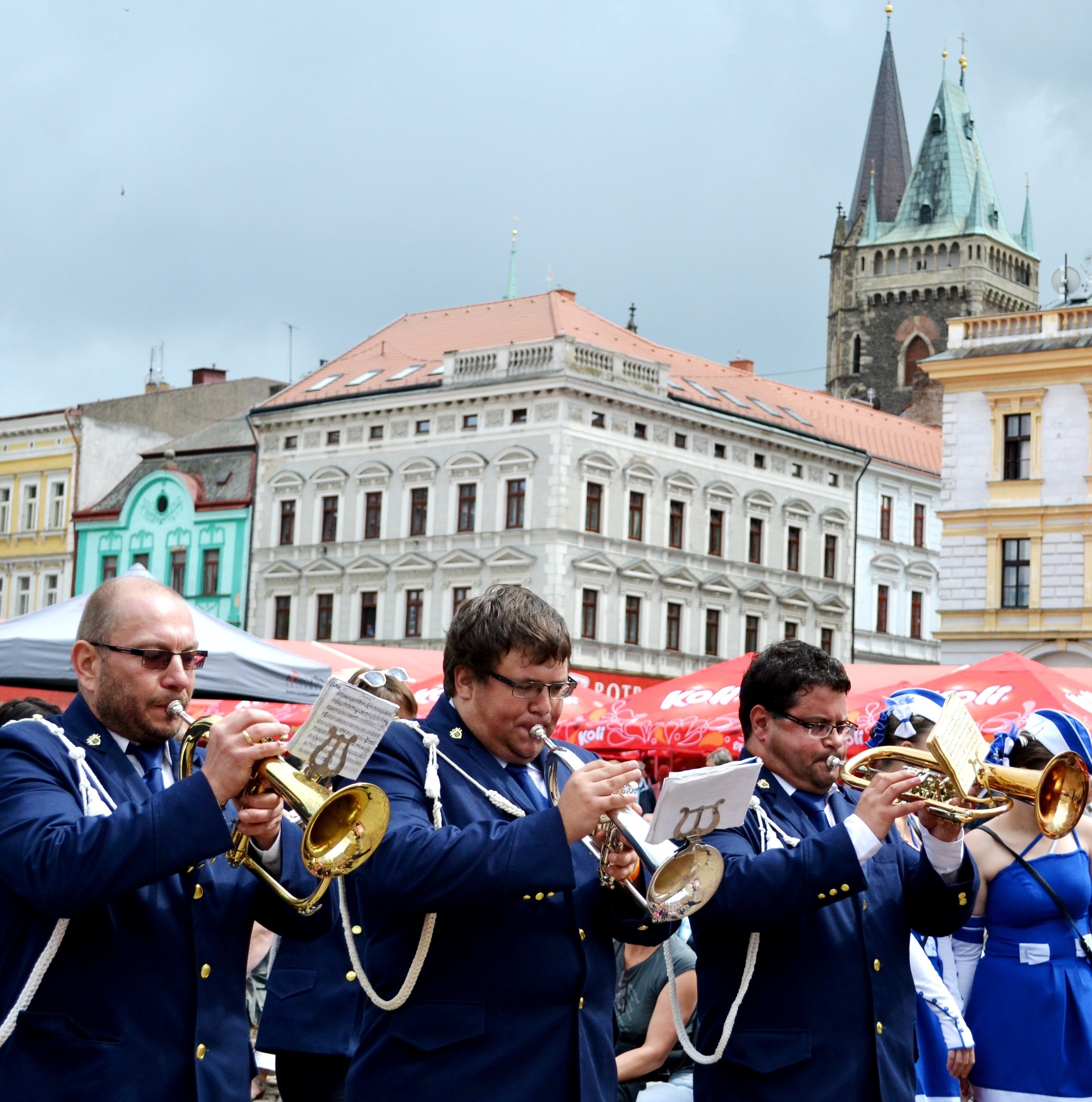
Kmochův Kolín 2014

Na počest místního kapelníka a hudebního skladatele Františka Kmocha se zde vždy v polovině června koná mezinárodní festival dechové hudby Kmochův Kolín.
Tvorbu slavného českého fotografa Jaromíra Funkeho připomíná fotografických festival výstav a přednášek Funkeho Kolín, který se pořádá jednou za dva roky.

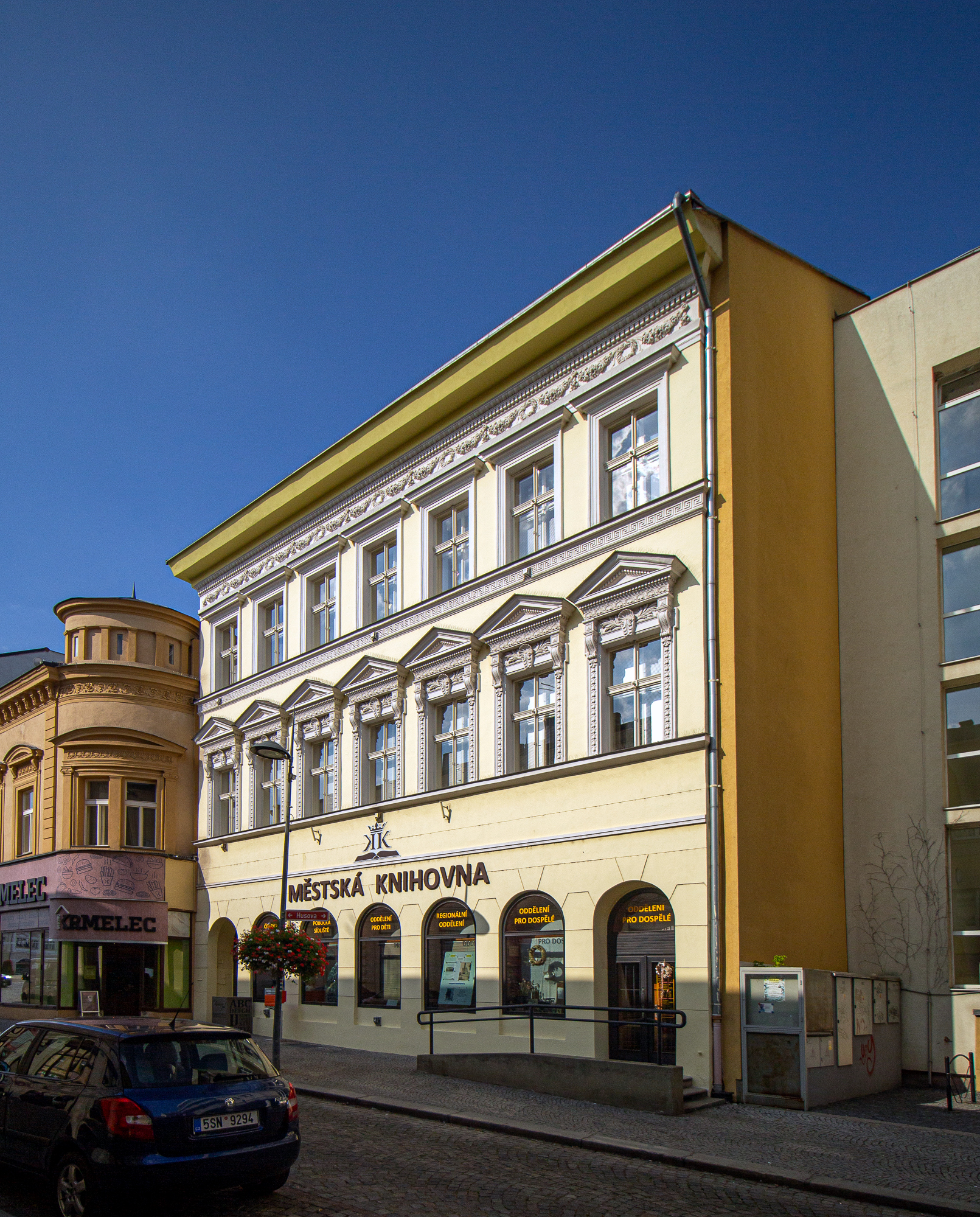
Městská knihovna Kolín

### Městská knihovna Kolín
Městská knihovna Kolín sídlí v Husově ulici, je příspěvkovou organizací zřízenou městem Kolín a poskytuje veřejné knihovnické a informační služby. Knihovna v Kolíně byla otevřena 9. března 1873, čtenářům tedy slouží více než 140 let. V roce 1975 byla otevřena pobočka pro děti na kolínském sídlišti, od roku 2006 tam funguje i pobočka pro dospělé (Benešova ulice). Knihovna spravuje ještě pobočku ve Štítarech a od roku 2000 i informační centrum včetně židovské synagogy a Práchovny.
Knihovna pořádá velké množství vzdělávacích i kulturních akcí, k těm nejúspěšnějším patří např. pasování posledních ročníků mateřských škol a prvňáčků, putování po zajímavostech okolí, tvoření pro děti i seniory. Knihovna pravidelně vyhlašuje fotografickou, literární i výtvarnou soutěž a účastní se celorepublikových akcí SKIPu, např. Noc s Andersenem, Den pro dětskou knihu. Od roku 2015 pořádá knihovna Univerzitu volného času a od roku 2017 i virtuální U3V.
Knihovna provozuje také osm miniknihoven rozmístěných po celém městě. K 1. lednu 2019 měla knihovna ve svém fondu 107 914 titulů, 3 646 registrovaných čtenářů a roční počet výpůjček činil 150 948. Celkový počet návštěvníků byl 98 187 a k tomu 42 035 on-line návštěv. Město Kolín chystá v budoucnu výstavbu nové moderní knihovny.

### Kolínský klášter
Bývalý kapucínský klášter dnes slouží jako centrum spirituality. Ve 20. letech 21. století vzbudil zájem díky aktivitám Tomáše Halíka.

### Církve
- Apoštolská církev
- Církev bratrská
- Českobratrská církev evangelická
- Církev československá husitská
- Církev římskokatolická
- Církev adventistů sedmého dne[27]
- Slovo života Kolín
- Pravoslavná církev[28]

## Sport

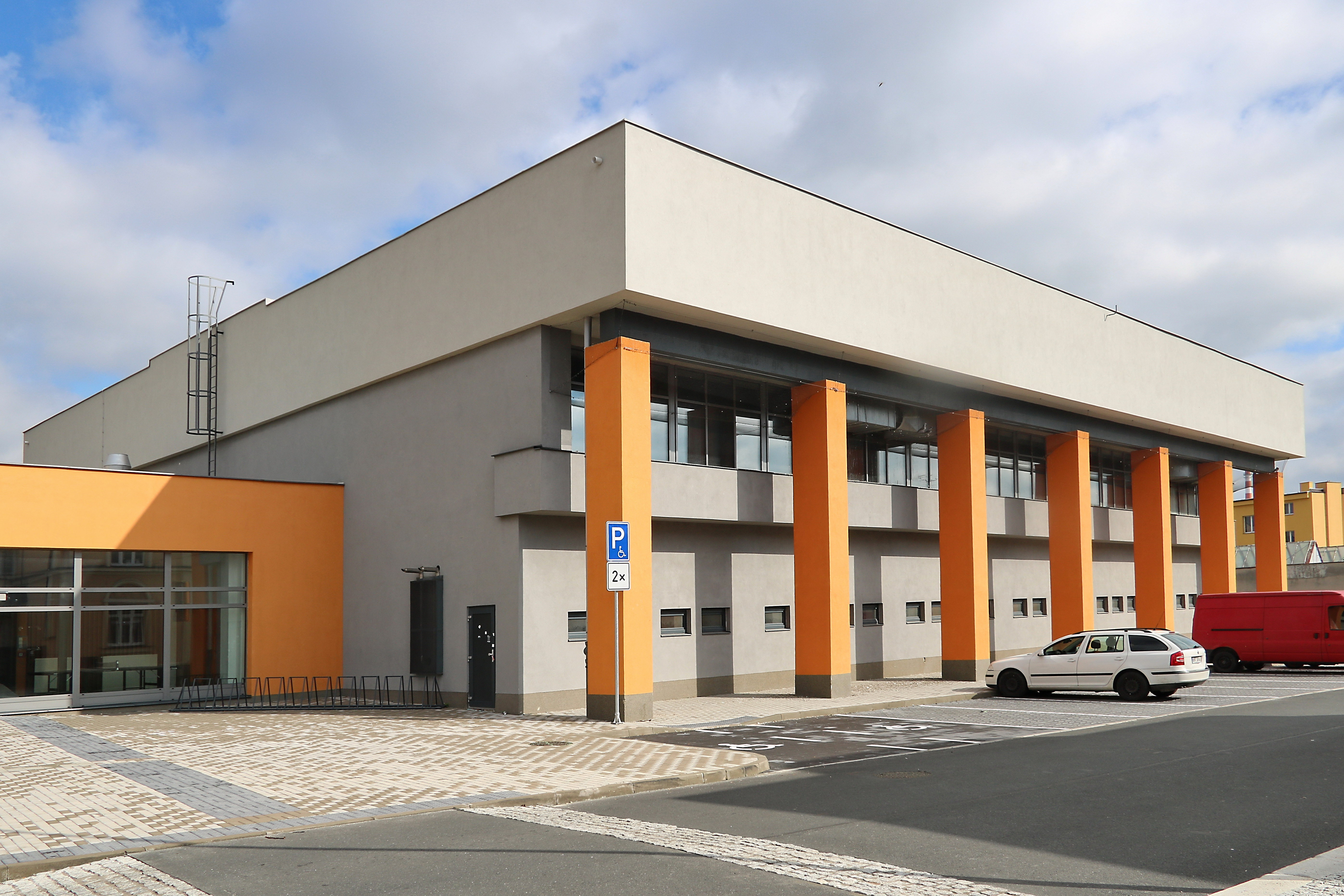
Geosan Arena

V nejvyšší basketbalové soutěži v současnosti působí mužský tým klubu BC Geosan Kolín. Zahrál si ji již v letech 1945–1951 (pod názvem Sokol Kolín), přičemž v sezóně 1947/48 dokonce vybojoval třetí místo. Roku 1951 však byly basketbalové soutěže reorganizovány a Kolín nuceně zamířil do nižší ligy, přestože svou poslední ligovou sezónu končil na solidním osmém místě (ze třinácti účastníků). Z této rány se mužský kolínský basketbal vzpamatoval až ve 21. století. Do nejvyšší soutěže se Kolíňáci vrátili v sezóně 2007/08 a od té doby ji neopustili. Nejlepšího výsledku dosáhli v sezóně 2020/21, kdy vybojovali ligový bronz. Také ženský tým býval úspěšným a má na svém kontě dvě stříbra z československé ligy (1945/46, 1946/47). Ani ženský tým ale 50. léta neprožil bez úhony a na rozdíl od mužů z popela prozatím nepovstal, v současnosti působí ve Středočeské lize (4. ligová úroveň). Geosan své domácí zápasy hraje v Geosan Areně neboli v Hale Spojů (Královská cesta 912), kam se vejde 610 diváků.
Velkou tradici má ve městě také volejbal, ba byl to právě tento sport, v němž si Kolín připsal nejvíce úspěchů. Kolínští volejbalisté mají na svém kontě pět mistrovských titulů. První dva získali pod názvem Sokol Kolín v letech 1948 a 1949. Tři další přišly v 60. letech, poté co byl Sokol transformován ve vojenský klub Dukla Kolín (1960, 1961, 1963). Jen tři mužstva se v československé volejbalové lize mohla pyšnit lepší bilancí. Na tuto velkou tradici se snaží dnes navázat klub SK Volejbal Kolín. 

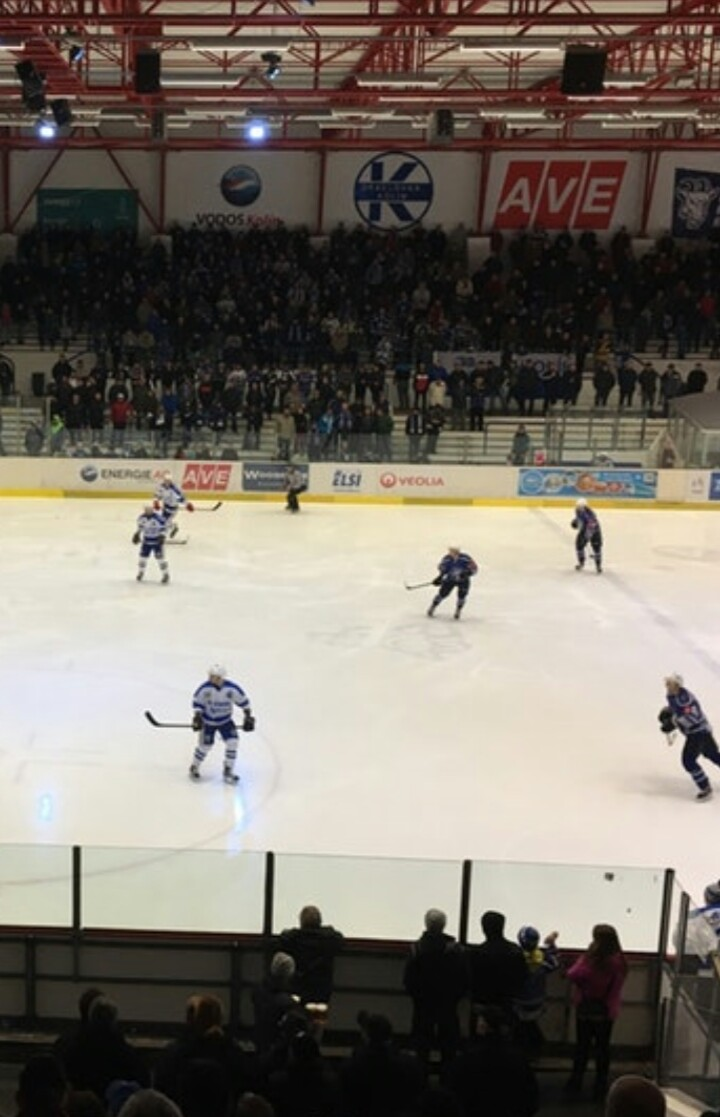
Zimní stadion města Kolín

Také kolínští fotbalisté již jen vzpomínají na slavné časy. AFK Kolín je jedním z nejstarších fotbalových klubů v Česku. Byl založen roku 1900. V první ze čtyř neoficiálních celorepublikových ligových soutěží, z níž vzešel právoplatný Mistr Českých zemí, v Mistrovství Českého svazu fotbalového 1912, skončil AFK na druhém místě. Později strávil dva ročníky v nejvyšší profesionální lize (1934/35, 1935/36). V kádru tehdy působili i reprezentant Jan Truhlář nebo bulharský reprezentant Asen Pančev. V roce 2008 na stadionu AFK Kolín vypukl rozsáhlý požár, při kterém shořela historická tribuna. V této souvislosti byl předseda klubu Jaroslav Němec obviněn z pojistného podvodu. Klub přestal vykonávat sportovní činnost v roce 2011, kdy se nepřihlásil do žádné mistrovské soutěže. V Kolíně působí naopak dosud další tradiční klub SK Sparta Kolín, založený roku 1912. Hraje třetí nejvyšší soutěž.
Hokejový klub SC Marimex Kolín hraje od sezóny 2020/21 druhou nejvyšší soutěž. Klub je znám také pod přezdívkou "Kolínští kozlové" podle legendární kolínské kapely Blue Bucks, která pro klub složila mimo jiné i neoficiální hymnu. Své domácí zápasy hraje na Zimním stadionu města Kolín, který má kapacitu 4500 diváků. Na kolínském zimním stadionu se hrálo též Mistrovství světa v ledním hokeji 1959.
V Kolíně se již třikrát konalo mistrovství republiky v cyklokrosu (1983, 2009, 2016).

## Pamětihodnosti

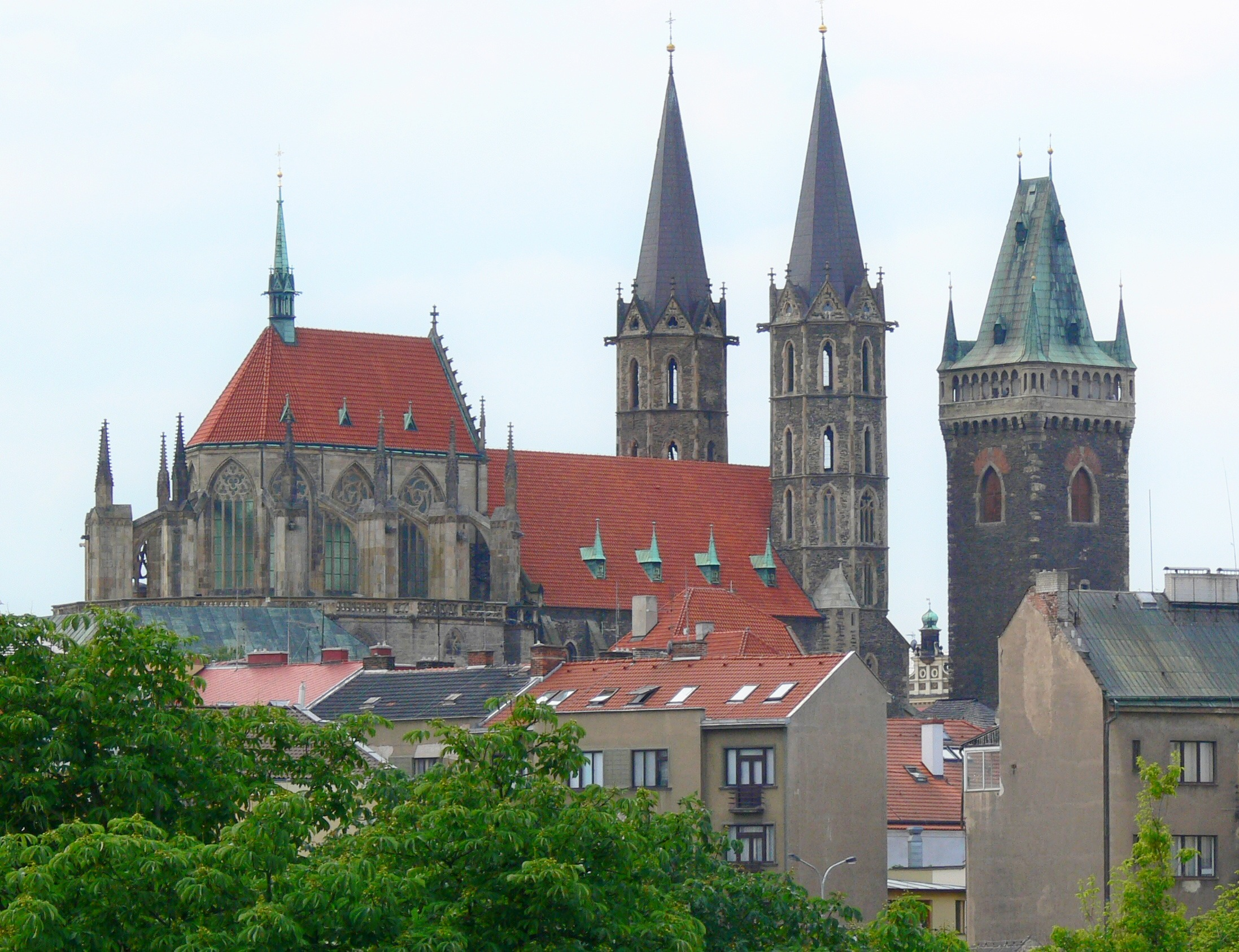
Chrám svatého Bartoloměje

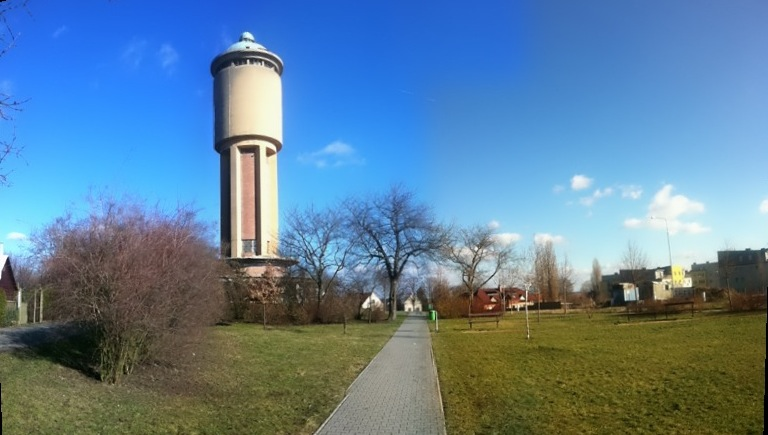
Vodárenská věž v Kolíně

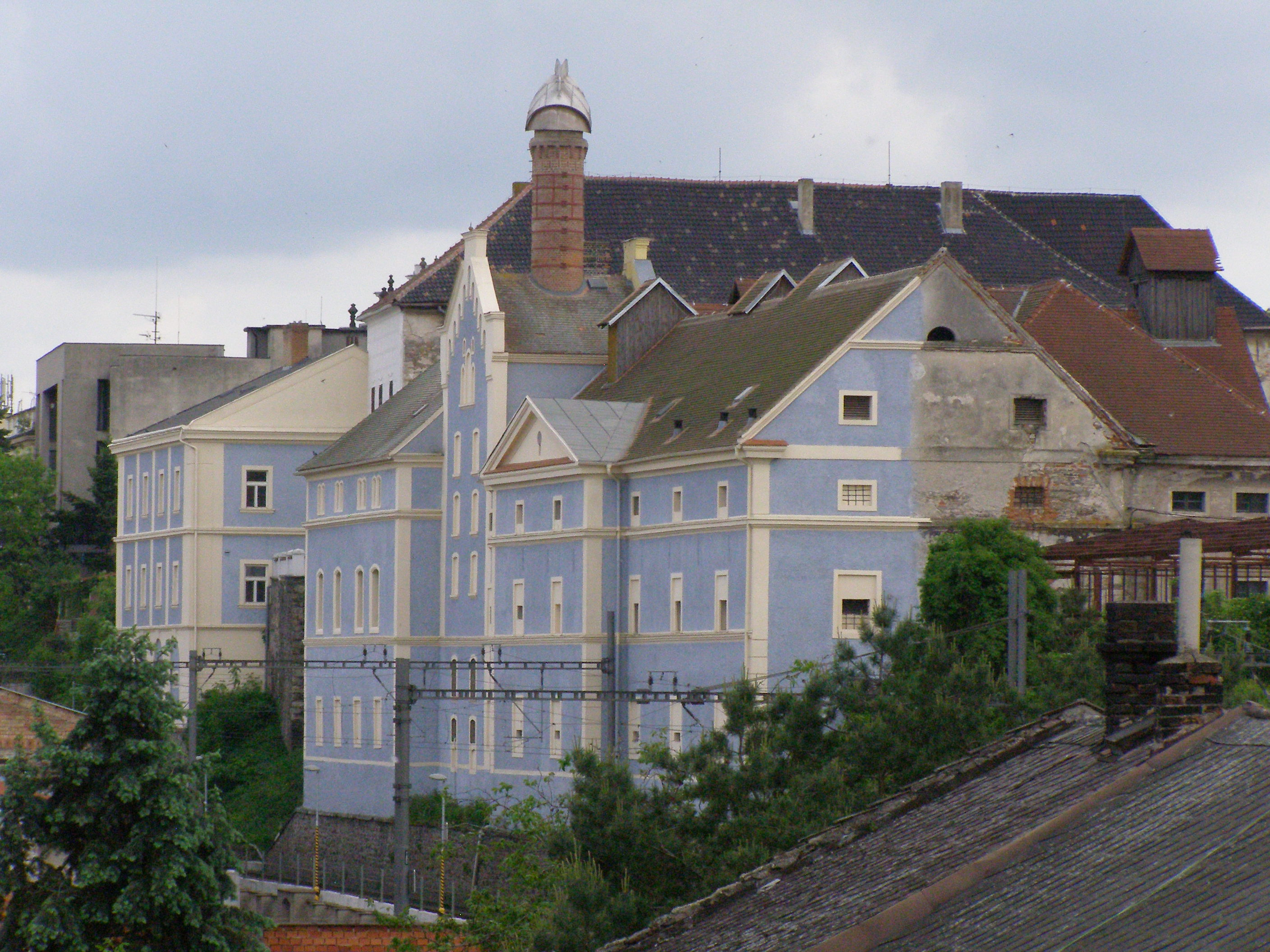
Zámecký pivovar se sladovnou v Kolíně

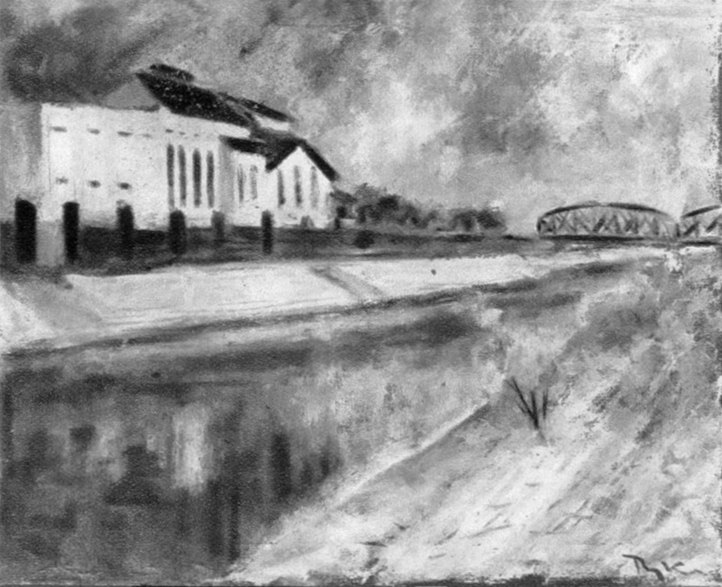
Cukrovar v Kolíně od malíře Zdeňka Rykra

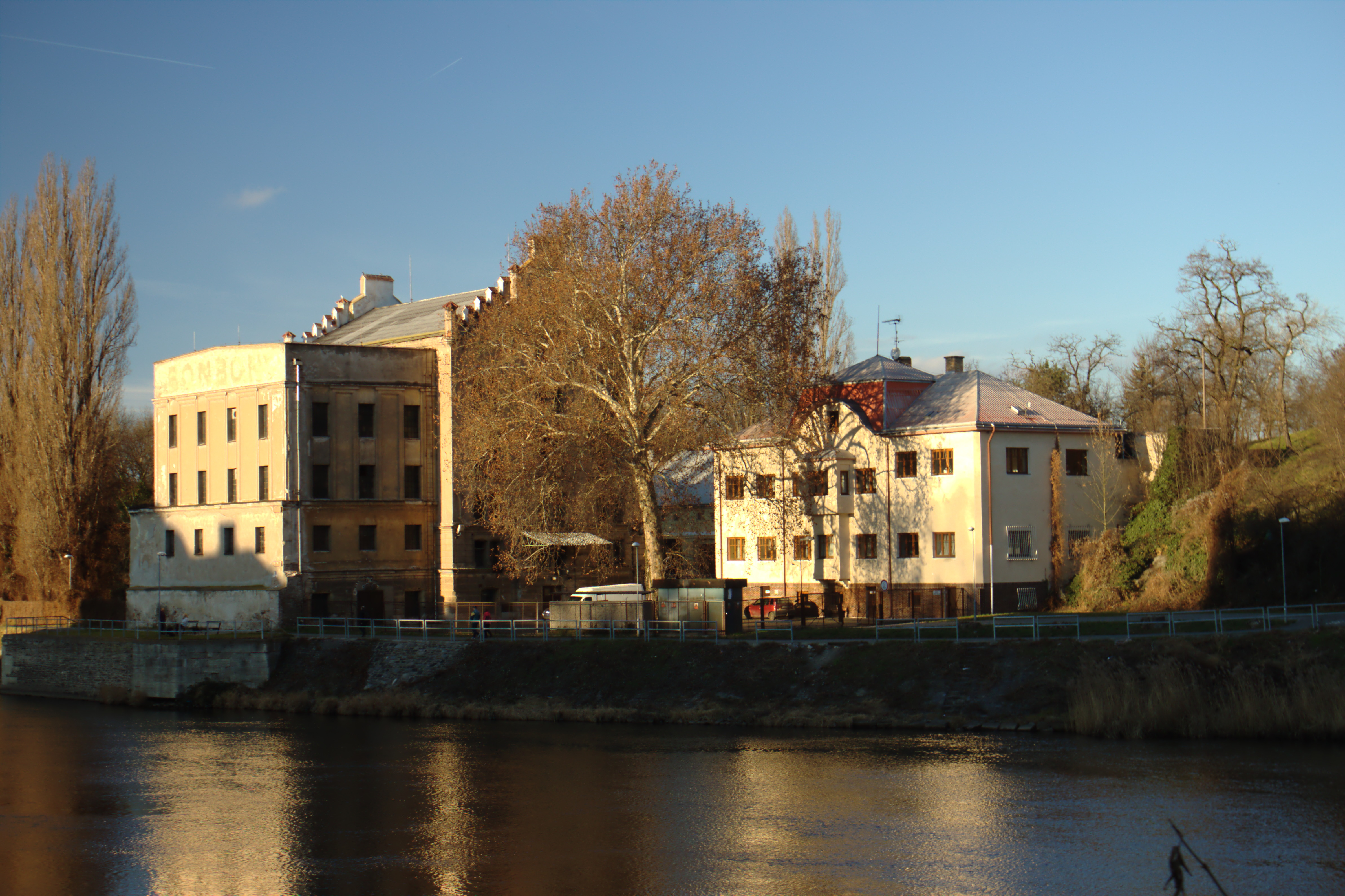
Radimského mlýn na Zálabí

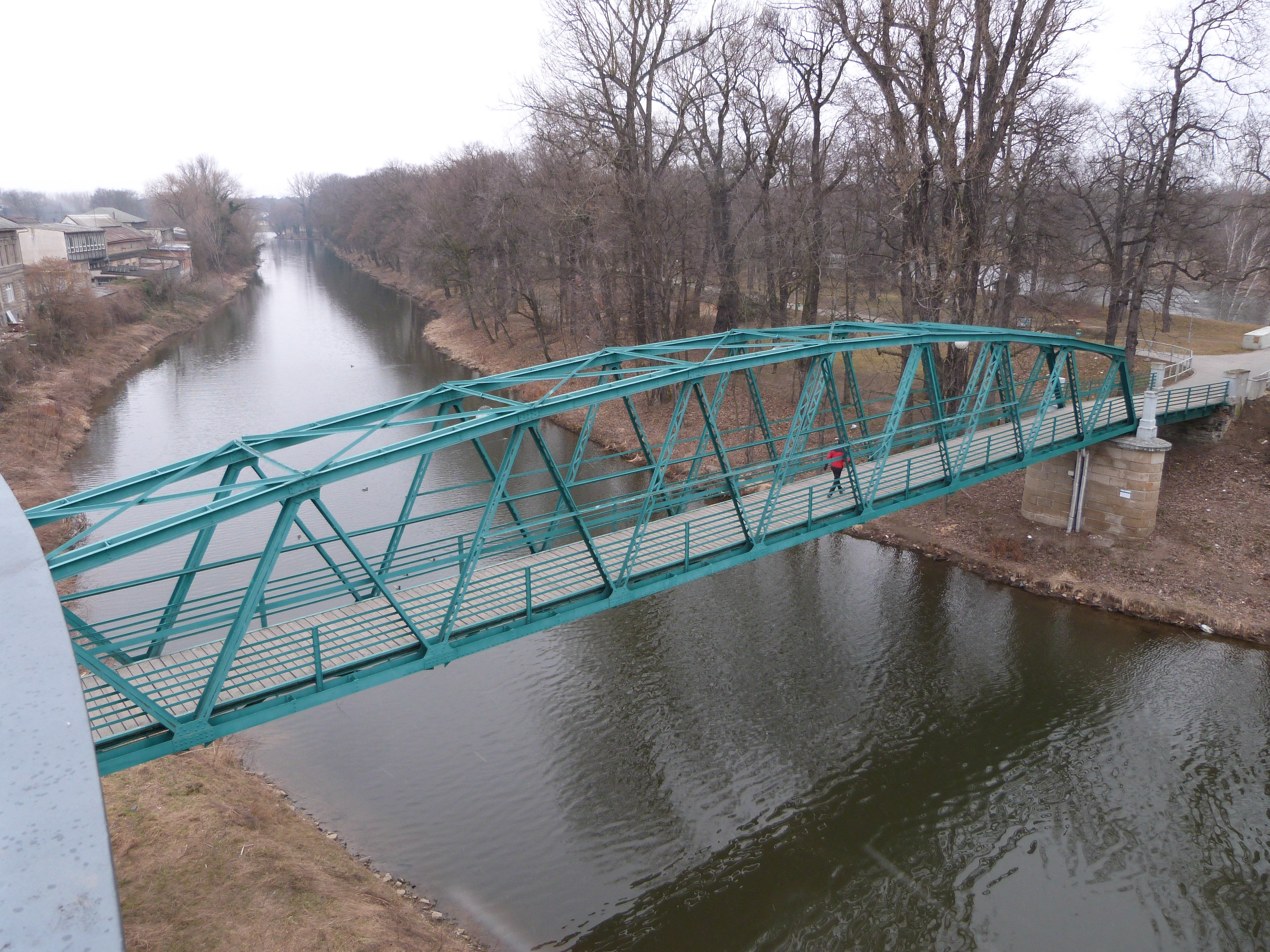
Lávka na Kmochův ostrov

Historické jádro je od roku 1989 vyhlášeno městskou památkovou rezervací. Zachovalo si původní středověký půdorys. Na Karlově náměstí se nacházejí barokní domy, novorenesanční radnice, morový sloup a kašna. Jihozápadní část tvoří bývalé židovské ghetto se synagogou ze 17. století. Centrum je obehnáno dvojitým pásem hradeb (částečně zachovaným) s parkánem. Předsunutá součást městského opevnění na pravém břehu Labe se nazývá Práchovna. Pochází z 15. století, později sloužila jako sklad střelného prachu.
Dominantou města je chrám svatého Bartoloměje, původně raně gotický z druhé poloviny 13. století. Na jeho přestavbě v gotickou katedrálu se koncem 14. století podílel Petr Parléř. Je národní kulturní památkou. Další kostely ve městě jsou barokní kostel svatého Víta na Zálabí (původně gotický ze 14. století), kostel Nejsvětější trojice s kapucínským klášterem, chrám svatého Jana Křtitele nyní užívaný pravoslavnou církví, kostel církve československé z roku 1932 a ruiny kostela Všech svatých u nádraží. K památkově chráněným domům patří Dům u Zlatého jablka na Karlově náměstí nebo Budilova vila v Bezručově ulici.

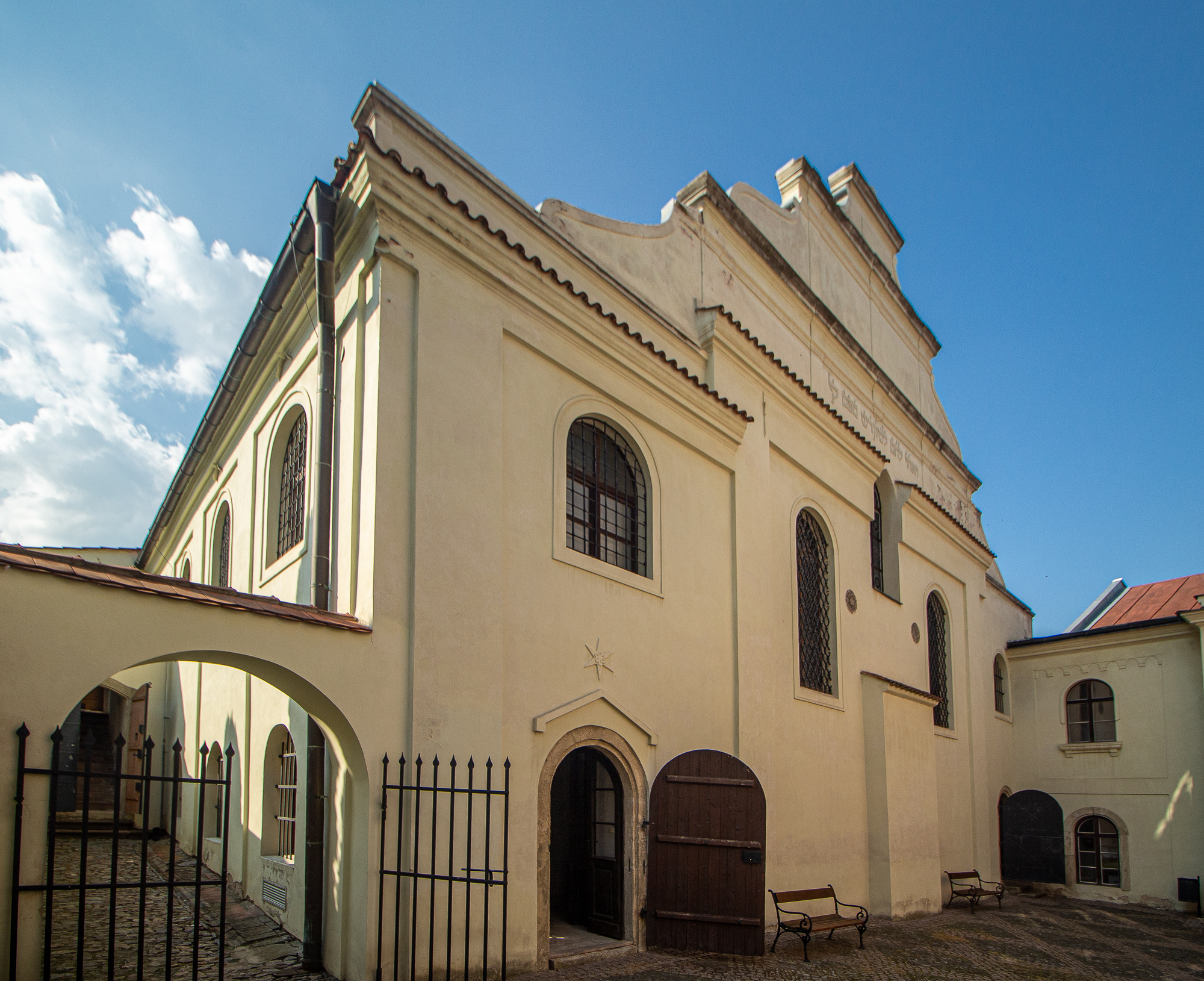
Kolínská synagoga

Západně od centra města se nachází druhý nejstarší a druhý největší židovský hřbitov v Čechách z roku 1418 s více než 2600 náhrobky. Je zde také náhrobek syna známého pražského rabína Löwa z roku 1599. Na Zálabí se nachází nový židovský hřbitov, založený na konci 19. století. Byl značně poškozen během druhé světové války a při stavbě mostu přes Labe. 
Před budovou gymnázia stojí od roku 1990 obnovený pomník Tomáše Garrigua Masaryka. Byl nalezen v roce 1989 pod uhlím a starými pneumatikami ve sklepení Nelahozeveského zámku spolu s pomníkem T. G. M. od Břetislava Bendy z roku 1946 pro Brandýs nad Labem.
Od roku 2007 je v provozu obnovená Kolínská řepařská drážka. Po této dráze si lze zaplatit jízdu kolem Kolína. Dnes je dlouhá kolem čtyř kilometrů. Známou kolínskou stavbou je dnes také již nefunkční kolínská vodárna a také mezi místními známý „šestnáctipatrák“, nejvyšší kolínská stavba, v jejímž přízemí je lékárna. Kromě toho jsou zde architektonicky cenné meziválečné budovy gymnázia (původně obchodní akademie) nebo kolínského nádraží.
Od druhé poloviny 19. století se město dynamicky rozvíjelo jako průmyslové centrum středního Polabí, díky čemuž se stalo největším městem východních středních Čech. Z tohoto období se dnes zachovala řada industriálních památek:
- Zámecký pivovar se sladovnou v areálu kolínského zámku, první zmínka v roce 1531, přestavěn významným hospodářským odborníkem Františkem Horským z Horskyfeldu v letech 1865 až 1873. V současnosti jsou některé budovy opravené, jiné město nechalo nesmyslně zbořit.
- Radimského či tzv. podskalský mlýn na podskalském nábřeží na Zálabí, první zmínka v roce 1285, přestavby 1870 a 1923. Mlýn byl od roku 1851 provozován proslulou kolínskou rodinou Radimských, jejímiž členy byli i významní politici či umělci. Nejznámějším představitelem je malíř Václav Radimský. V současnosti je mlýn udržovaný, avšak chátrá.
- Formánkův mlýn se strojírnou a slévárnou v Rybářské ulici, první zmínka v roce 1285, přestavba 1879. Majitelem byl mimo jiné Josef Formánek, v letech 1868 až 1890 kolínský starosta. Dnes využíváno jako sklady a dílny pro menší podniky. Areál v současnosti chátrá.
- Kolínská továrna na kávové náhražky, proslulá jako tzv. kolínská cikorka, postavená v roce 1894 známým politikem a architektem Čeňkem Křičkou. Později přešla na výrou cukrovinek. V roce 1987 přistavěno silo. Dodnes funkční s mimořádně zachovalými secesními prvky a 35 metrů vysokým cihlovým komínem.
- Vavruškova sodovkárna. Podnik původně založen jako továrna na lisování oleje Ignáce Selikovského v roce 1856, v roce 1861 převzato bratry Fischery. V roce 1912 objekt koupil Otakar Vavruška a rozjel zde výrobu limonád, která zde pod značkou Koli probíhá dodnes. V letech 1951–1953 proběhly přístavby, většina budov se však dochovala ve stavu po požáru roku 1877.
- Společná továrna na cukr, akciová společnost, stavba provedena v roce 1864 pardubickým stavitelem Karlem Krátkým východně od železniční stanice. Většina budov podlehla demolici v roce 2010. Dodnes zachována pouze malá výrobní budova a budova pro úředníky.
- Továrna na cukrovinky a zboží čokoládové Kolinea v ulici Na pobřeží východně od centra, založena v roce 1896 Karlem Cyvínem, přístavba v letech 1940 až 1942. Výroba skončila v 50. letech.
- Akciová továrna na výrobu umělých hnojiv a lučebnin na Pražské ulici, tzv. Lučebka. Založena roku 1871. Průběžné přístavby. Dodnes funkční, produkuje výrobky stavební a průmyslové chemie.
- Česká akciová společnost pro rafinování petroleje v Ovčárecké ulici na Zálabí, neboli Petrolka, od roku 1925 součást Vacuum Oil Company, později KORAMO. Postavena v letech 1902 až 1903, modernizována v letech 1929 až 1939, po náletech za druhé světové války obnovena roku 1945. Dodnes funkční a zachovalá, součást koncernu Unipetrol.
- Akciová společnost pro zpracování draselných louhů v Havlíčkově ulici, tzv. Draslovka. Založena v letech 1907 až 1908, přestavba roku 1935, obnovena po náletech v roce 1947. Dodnes funkční a zachovalá, vyrábí a zpracuje především kyanovodík. V areálu stojí též dva hodnotné cihlové tovární komíny, vysoké 64 a 35 metrů. Mezi areálem draslovky a železnicí se též dobře dochovala původní budova tzv. nového lihovaru z roku 1871.
- Wiesnerova strojírna, založena v letech 1870 až 1875 v Rybářské ulici čp. 56 vedle kolínské zastávky. Vyráběla především zařízení pro cukrovary. Zanikla v roce 1936, na začátku padesátých let sem byla přemístěna výroba pecí. Pece se tu vyrábějí pod značkou Elektroteplo dodnes. Mimořádně zachovalá je především vstupní budova s ozdobnými prvky na fasádě, situovaná do malebného zákoutí vedle ramene řeky Labe.
- Masarykův most, zdymadlo a hydroelektrárna. Most postaven v letech 1924 až 1927, elektrárna v roce 1931. Celý komplex je stále funkční, hydroelektrárna byla v letech 2011 až 2012 zrekonstruována a osazena novou technologií, včetně turbín.
- Lávka na Kmochův ostrov, postavena v roce 1885. Kamenné pilíře zhotovil kolínský stavitel Josef Sklenář, železnou konstrukci dodala Vojtěšská huť v Kladně. Dodnes plně funkční.
- Elektrárna ESSO v Tovární ulici na Zálabí, postavená architektem Jaroslavem Fragnerem v roce 1932. Velmi cenná funkcionalistická stavba, po roce 1948 přešla na teplárenský provoz. Dodnes je funkční. Továrna nahradila původní Křižíkovu parní elektrárnu u nádraží z roku 1911, ze které se dodnes zachovala pouze nevelká budova čp. 271 v ulici Pod Hroby.

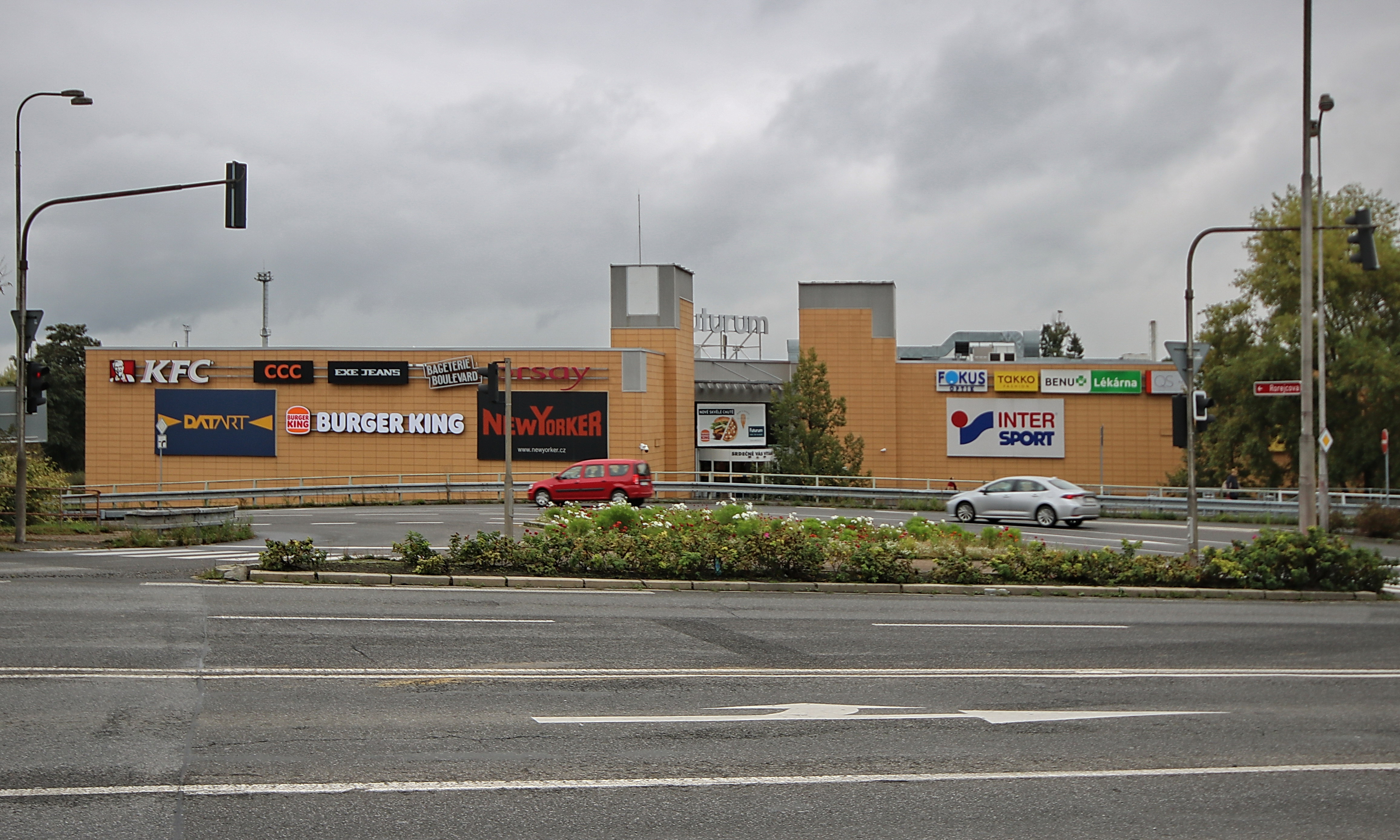
Obchodní centrum Futurum

Kromě výše zmíněných je v Kolíně řada dalších zachovalých areálů, např. Chemická továrna Stanislava Orla v Brankovické ulici na Zálabí, Továrna na vozy Fram v Ovčárecké ulici na Zálabí, areál Prchal-Ericsson / Tesla či železářské závody Josefa a Prokopa Červinkových v Havlíčkově ulici, Veletovského cihelna v Plynárenské ulici a strojírna bratří Kašparidesů v Polepské ulici. Potenciálně velmi atraktivní průmyslové dědictví však stále ještě není systematicky rozvíjeno, navzdory jeho hojnému zastoupení. Naopak již proběhly i některé demolice, kromě části objektů zámeckého pivovaru (spilka, ječné půdy) byl roku 2007 zbořen i cenný areál tiskárny J. L. Bayera, jehož součástí byly budovy z konce 19. století a z 20. let století následujícího. Na jeho místě byl postaven obchodní dům Futurum, projektovaný však bez jakékoliv návaznosti na historii či architekturu proslulého podniku.
Kromě dvou židovských hřbitovů se ve městě ve čtvrti Zálabí nachází Městský hřbitov (1880) a evangelický hřbitov. Dalším veřejným pohřebištěm je hřbitov v Sendražicích a kolumbárium v kostele církve Československé husitské.

## Rodáci
- Jakub Vlk († 1439), radikální husitský kněz
- Jakub Krčín z Jelčan a Sedlčan (1535–1604), rybníkář
- Jean Gaspard Deburau (1796–1846), francouzský mim českého původu
- Vincenc Morstadt (1802–1875), malíř
- Čeněk Hevera (1836–1896), politik a odborný spisovatel
- Josef Popper-Lynkeus (1838–1921),  filozof a vynálezce
- Julius Petschek (1856–1932), podnikatel a bankéř, mj. stavitel Petschkova paláce
- Ignaz Petschek (1857–1934), obchodník, průmyslník, uhlobaron a mecenáš
- Karel Leger (1859–1934), básník
- Josef Svatopluk Machar (1864–1942), spisovatel, básník a později také politik
- Václav Radimský (1867–1946), malíř
- Terezie Brzková (1875–1966), herečka
- Vincenc Červinka (1877–1942), novinář, publicista, překladatel, divadelní a literární kritik
- Lev Borský (1883–1944), novinář, diplomat a filozof
- Otokar Fischer (1883–1938), básník, překladatel a kritik
- Rudolf Kremlička (1886–1932), malíř
- Josef Sudek (1896–1976), fotograf
- Petr Den (1898–1970), právník, diplomat, publicista a esejista
- Jaroslav Janík (1901–1974), knihovník, kulturní pracovník
- Jarmila Svatá (1903–1964), herečka, spisovatelka
- Václav Morávek (1904–1942), voják a hrdina protinacistického odboje, člen odbojové skupiny Tři králové
- Milan Reiman (1906–1949), poslanec Ústavodárného Národního shromáždění za KSČ
- Karel Končel (1914–1943), protinacistický odbojář
- Jan Březina (1914–1938), sovětský polární letec, oběť Velké čistky
- Ladislav Daniel (1922—2015), hudební pedagog
- František „Frank“ Daniel (1926—1996), česko-americký herec, scenárista, producent, filmový organizátor, režisér a filmový pedagog
- Eva Bešťáková (1932–2021), spisovatelka
- Luboš Dobrovský (1932–2020), politik, ministr obrany, diplomat
- Eva Randová (* 1936), operní pěvkyně
- Alena Melicharová (* 1938), spisovatelka a básnířka
- Libuše Geprtová (1941–2005), herečka
- Milan Černohouz (1943–2020), zpěvák
- Miloš Zeman (* 1944), politik, předseda vlády, 3. prezident České republiky
- Lubomír Holeček (1946–1976), studentský vůdce 60. let 20. století
- Jiří Skalický (* 1956), politik, ministr životního prostředí
- Martin Mejstřík (* 1962), jeden ze studentských vůdců sametové revoluce, poté politik
- Tomáš Jeřábek (* 1974), herec, komik a moderátor
- Bohdan Ulihrach (* 1975), tenista
- Vít Rakušan (* 1978), politik
- Petr Čáslava (* 1979), hokejista
- Michal Novotný (* 1979), herec
- Barbora Poláková (* 1983), zpěvačka, herečka
- Anna Fialová (* 1995), herečka

## Odraz v kultuře
Do bezprostředního okolí města je situován děj animovaného seriálu o dvojici medvědů Pojďte pane, budeme si hrát. První díl nese dokonce název Potkali se u Kolína. V Kolíně se natáčel také debut Miloše Formana Kdyby ty muziky nebyly.

## Partnerská města
- Dietikon, Švýcarsko
- Duino-Aurisina, Itálie
- Kamenz, Německo
- Lubań, Polsko
- Rimavská Sobota, Slovensko